# Ford F-100
La  Ford F-100, parte de las Ford F-Series, fue un modelo de camioneta (Pickup) (pick-up en inglés), de tamaño completo, fabricado por Ford Motor Company, que ha sido vendido de forma continua a partir del año 1948 en Estados Unidos, y en variadas fechas en Canadá, México, Brasil, Argentina, Perú, Chile, Colombia y Venezuela. Ha sido uno de los vehículos más vendidos y exitosos del mundo. además de ser, el más comercializado en Estados Unidos durante los últimos 43 años.
En Brasil se comenzó a fabricar la Ford F-100 Duty que era una camioneta de grandes dimensiones. Tenía motor "Cummins 4" de 4 cilindros en línea turboalimentado que desarrollaba 200 hp y se fabricó hasta el año 2012.

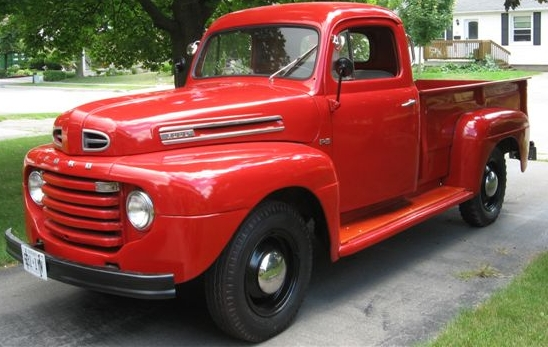
Ford F-1 (1948 - 1952)

## Historia
Al finalizar la Segunda Guerra Mundial en 1945, la Ford F-100 inicia su fabricación de los prototipos para una nueva serie en las camionetas Ford F-Series, las que comenzaron a fabricarse en la misma planta en donde Ford producía los bombarderos B-24, y los modelos de producción en serie comenzaron a ser fabricados en el año 1948. Su producción se hizo inicialmente en las diez fábricas de la Ford en los Estados Unidos, y sería el primer modelo en ser construido íntegramente en la fábrica de Ford en Brasil. Es el vehículo más distintivo de la serie de camionetas multipropósito Ford F-Series y es el modelo que sucedió a la camioneta F-1, que habría de ser descontinuado en la producción en el mismo año. El 16 de enero de 1948 salió de la línea de montaje la primera unidad denominada F1 de la cual se venderían 290.000 unidades en el primer año. El eslogan de venta del momento fue Built Stronger to Last Longer (Hecha más fuerte para durar más tiempo), destacando su construcción robusta y perdurable, y la carrocería de lanzamiento se mantuvo hasta 1952; año en el cual vería su primer rediseño, con frontal y otras características renovadas.
A partir de su éxito inicial, se le fueron haciendo mejoras diversas, las que impactaron en la salida de nuevos re diseños, todos presentes a partir del año 1953. En la generación del modelo 1957 al 1960 se incorpora a la producción la nueva fábrica de la Ford en la Argentina. Lo primero que se produjo en la nueva planta del Centro Industrial General Pacheco fue un motor V8 de 292 pulgadas cúbicas que se montó en una F-100 en la vieja planta, y dicho acto tuvo lugar el 16 de marzo de 1961, además de las que ya venían fabricando esta camioneta e incorporándose dos fábricas más en Estados Unidos. Desde su lanzamiento ha tenido diferentes generaciones hasta la década de 2010.

## Generaciones

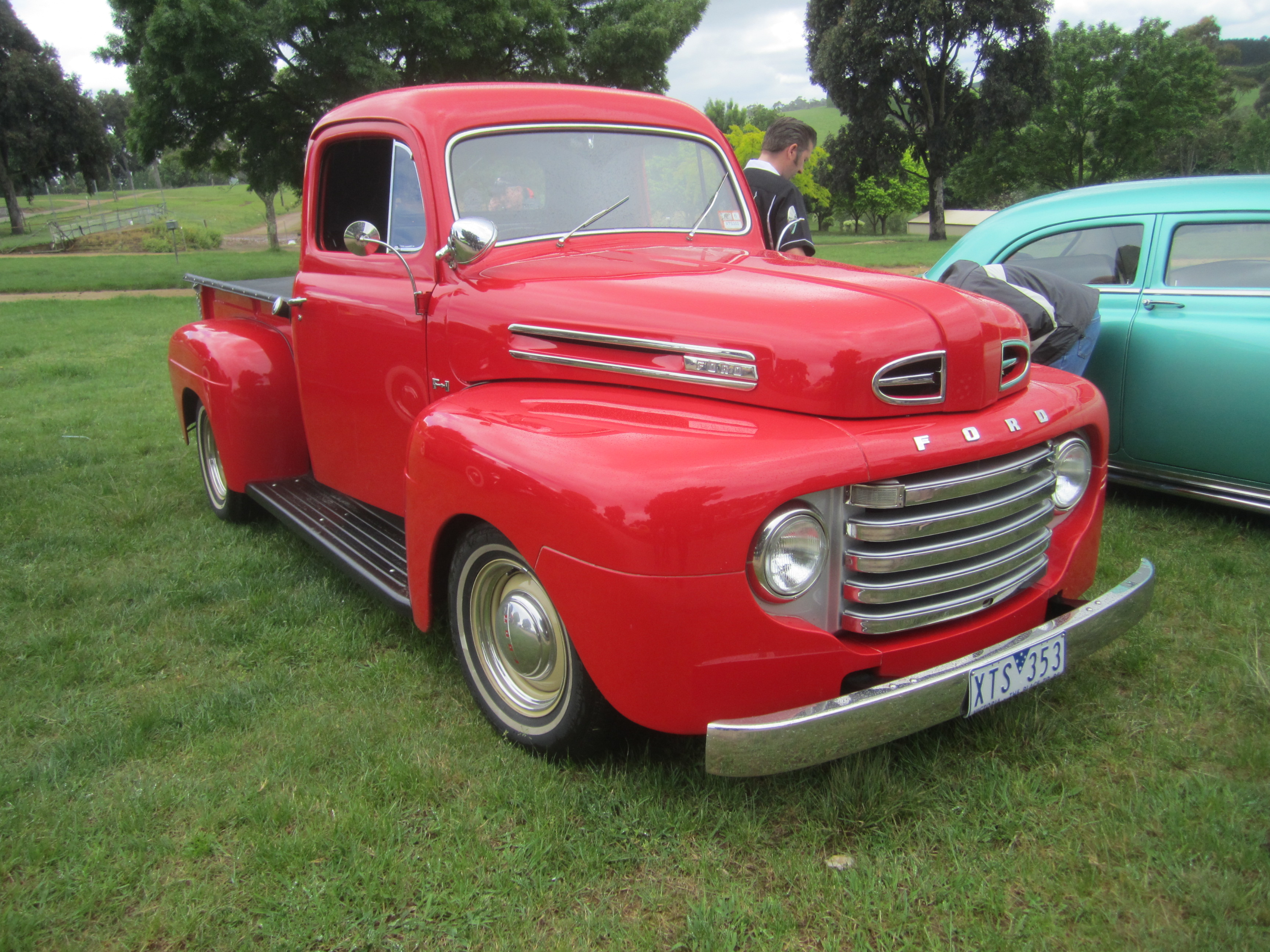
1948 Ford F-1

La camioneta Ford F100 tuvo muchas generaciones a lo largo de su trayectoria, y los periodos de tiempo por los que se puede diferenciar son más o menos los siguientes: 
- 1948-52
- 1953-56
- 1957-60
- 1961-66
- 1967-72
- 1973-79
- 1980-81

Entre cada uno de estos períodos se fue viendo la evolución que tuvo la Ford F-series (conocida más por su primera designación, la de F-100) en distintas gamas de carrocería, motores, y una amplia variedad de opciones como marchas (automática y manual), frenos, rodaduras, dirección, suspensión, amortización, seguridad, parachoques, luces, tapizados, electrónica, y diferentes cambios estéticos que le añadían cada vez más aerodinámica, y desde los 70 sistemas de audio, aparte de que su confort y clase siempre han sido aspectos, aparte de cosméticos; distintivos en cada generación que ha salido al mercado, todo ello para competir con sus rivales la Dodge D-100 y la Chevrolet C-10.

## Primera generación (1948-1952)

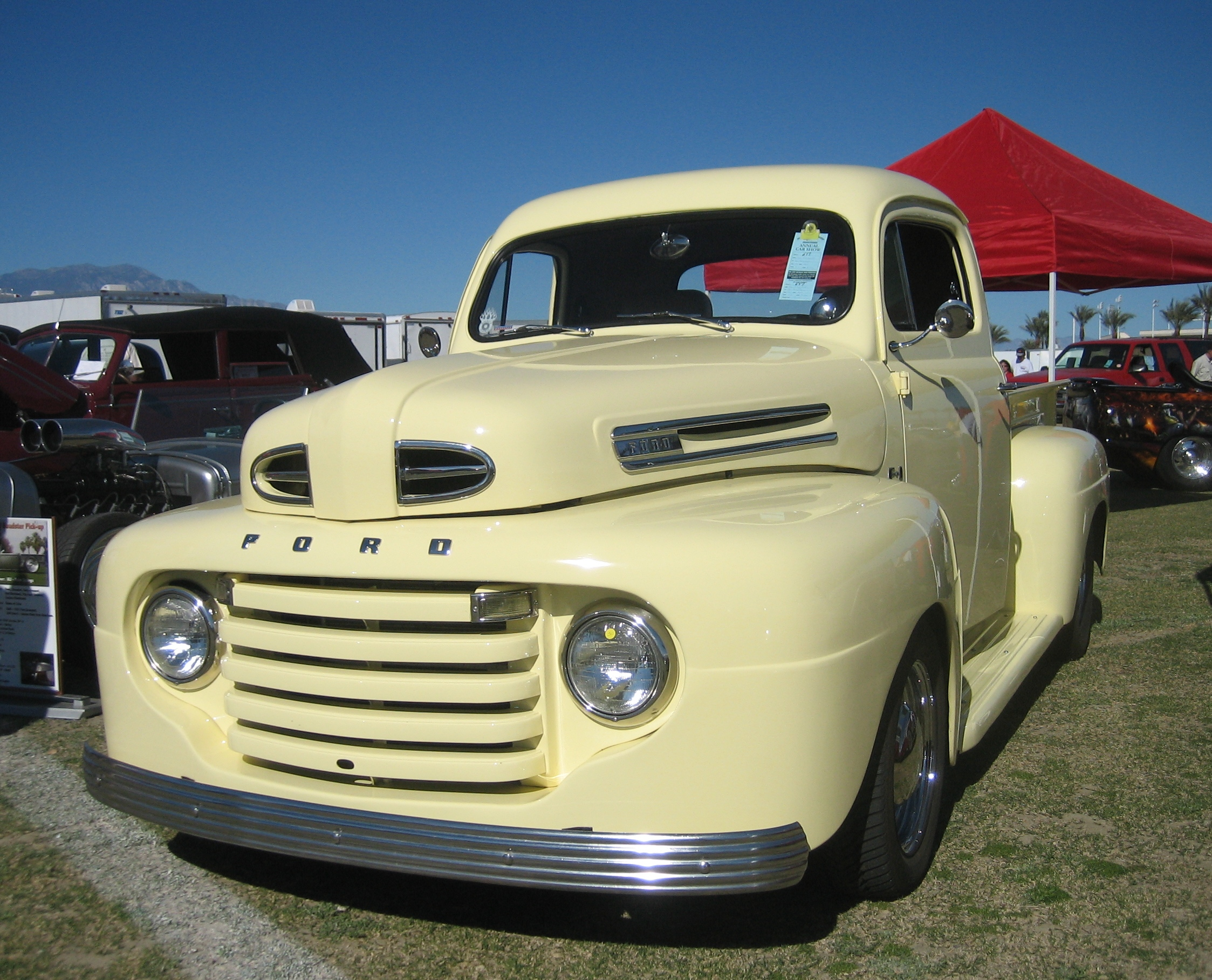
1950 Ford F-1

La camioneta F-Series de primera generación (conocida como Built Bono-Ford) se introdujo en 1948 como un reemplazo para la línea de captación previa basada en el carro introducido en 1942. El F-Series fue vendido en ocho clasificaciones de peso diferentes, con la recogida, el panel de camión, motor de cabina sobre (COE), camión convencional y de autobuses escolares estilos de carrocería del chasis.

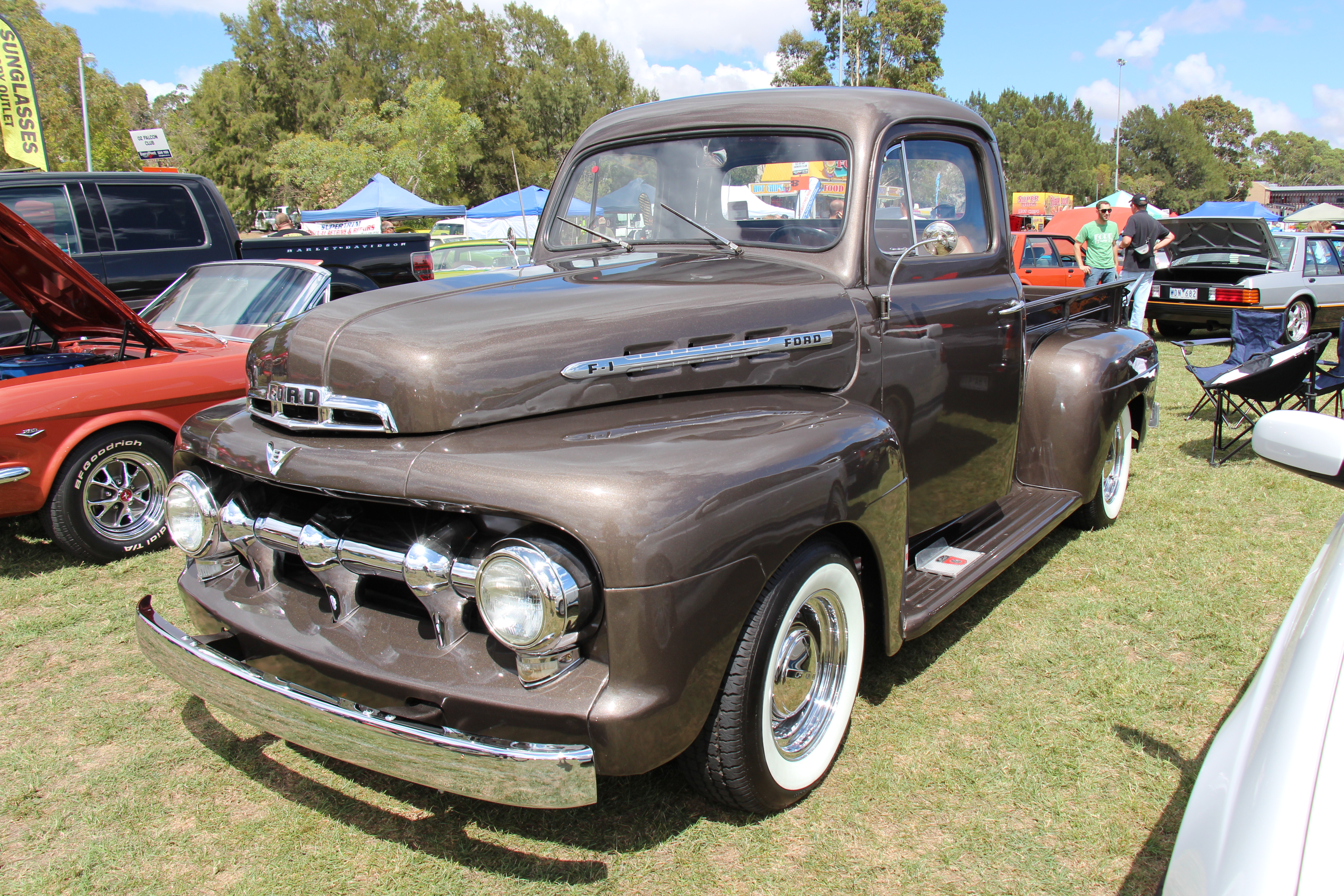
1951 Ford F-1

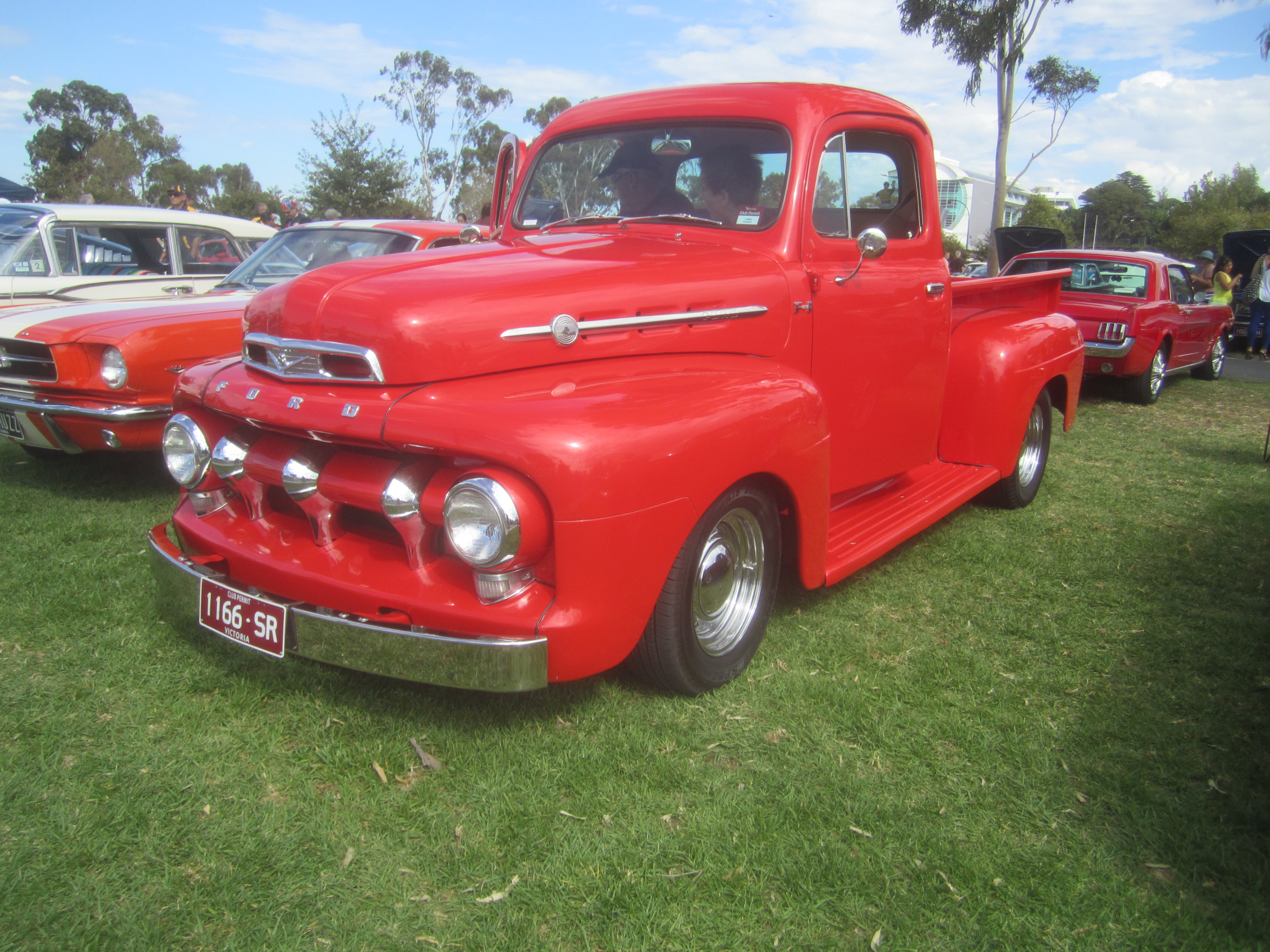
1952 Ford F-1

La 2ª Guerra Mundial había terminado, la des militarización de los civiles llegaba a su fin y la gente volvía a sus rutinas normales cuando Ford presentó su primera camioneta verdaderamente nueva desde que comenzó la guerra, la cual fue anunciada con el eslogan “Bonus Built … Built Stronger to Last Longer”, algo así como: “fabricada más fuerte…para que dure más”. Por alguna razón, estas camionetas fueron designadas como la Serie F (las primeras camionetas Ford en llevar esa designación). Los compradores podían elegir cualquiera de los dos nuevos motores, ambos con más potencia que los instalados en las camionetas Ford anteriores. Se ofrecía un motor de 6 cilindros en línea de 226 CI (3.7L) y 95 hp y un V-8 de 239 CI (3.9 L) y 100 hp. Las designaciones para las tres categorías de estas nuevas camionetas era: F-1, camionetas con capacidad de media tonelada; F-2, camionetas con capacidad de tres cuartos de tonelada y F-3, (Heavy Duty) camionetas con capacidad de una tonelada. En 1951 se introdujo un nuevo motor básico de 6 cilindros en línea de 215 CI (3.5 L) y 101 hp. Su publicidad anunciaba una mejoría del 14% en el consumo de combustible. Ahora los conductores podían conducir desde una cabina más amplia, sobre un asiento mucho más cómodo y un parabrisas de una sola pieza que daba mejor visibilidad. Ford la denominó “la cabina del millón de dólares”. Además de ser más amplia internamente, el contorno exterior de sus líneas era más suave y traía los faros integrados. Este modelo continuó hasta 1952 con algunas modificaciones estéticas y mecánicas, tales como las diferentes inserciones en la persiana o parrilla, un motor de arranque o encendido completamente impermeable que mejoraba el rendimiento y prolongaba su vida útil. Ford agregó a sus nuevas camionetas un nuevo paquete de suspensión para las cabinas, las cuales fueron montadas sobre un chasis más fuerte y resistente capaz de soportar las extenuantes horas de trabajo en las haciendas y las carreteras rurales de los Estados Unidos. Nuevos mecanismos e innovadores materiales desarrollados durante la guerra hacían ahora parte de la tecnología de las nuevas camionetas Ford.

## Segunda generación (1953-1956)

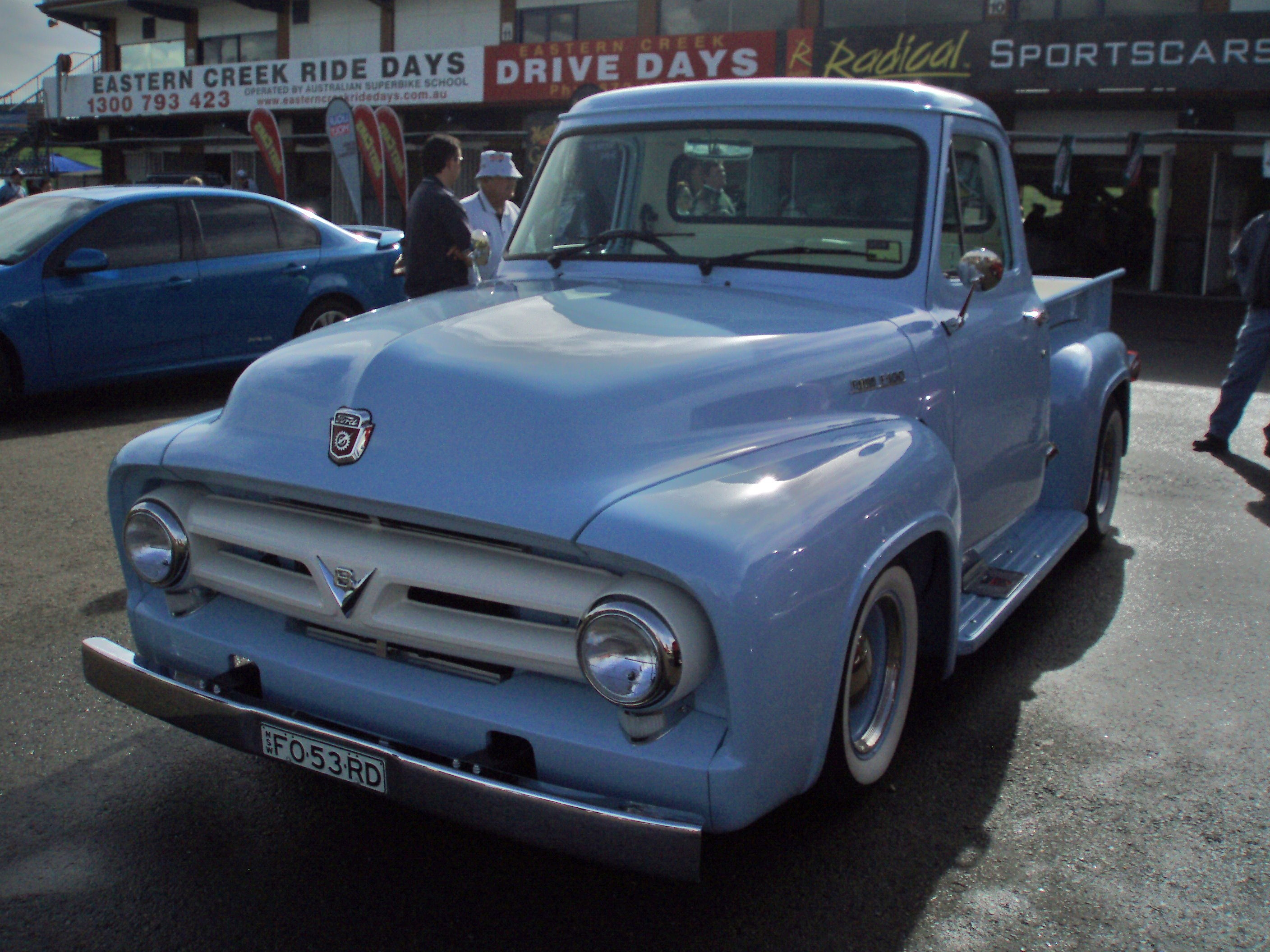
1953 Ford F-100

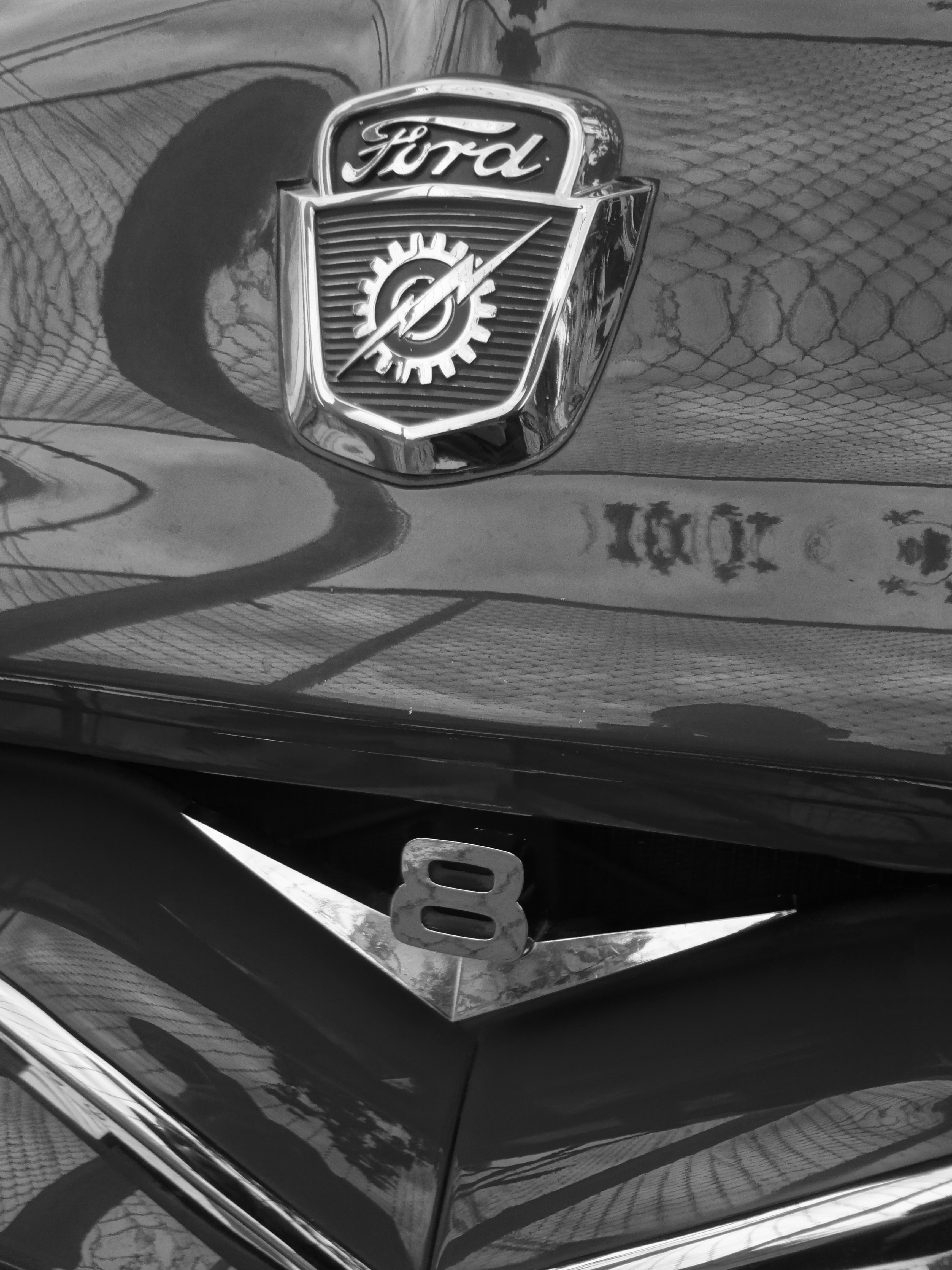
1953 Ford F-100

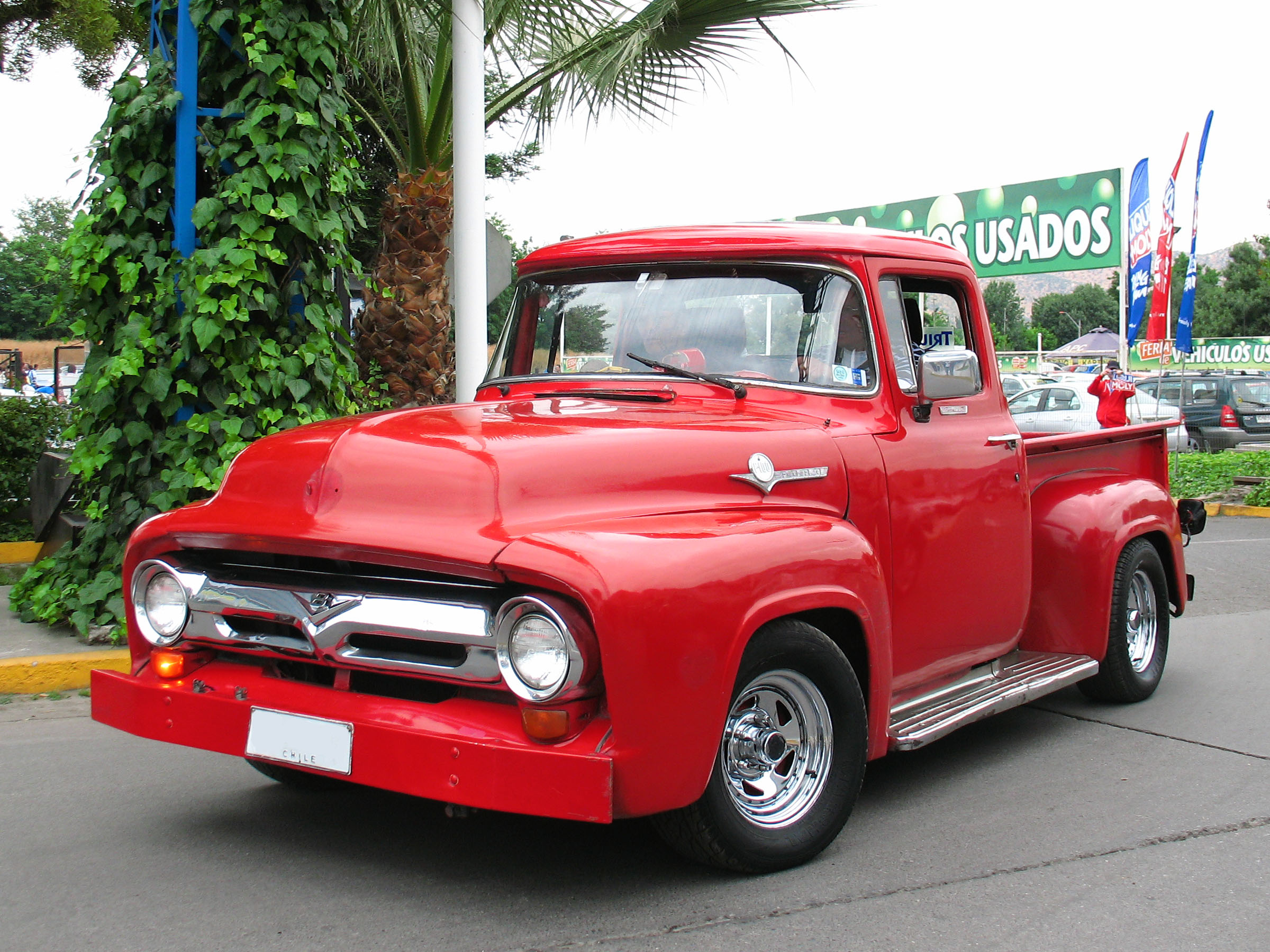
1956 Ford F-100 Custom Cab

Ford celebró su aniversario número 50 en 1953 y con ello llegó una renovación de sus camionetas de la Serie F, lo cual constituyó una de las importantes celebraciones del año. La nueva imagen vino con nombres revisados y en adelante las F-1 serían llamadas F-100, las F-2, F-250 y las versiones F-3 Heavy Duty, posteriormente serían denominadas F-350. Un aspecto un tanto más elegante apareció en las nuevas camionetas Ford de la Serie F en 1953, con el capó fluyendo hacia los guardabarros delanteros. En esta 2ª generación Ford amplió la distancia entre ejes, en todas sus versiones, con ballestas traseras y delanteras más largas, mejorando así la calidad de conducción, pero manteniendo la capacidad de carga y arrastre. Para 1954 el motor de 6 cilindros en línea creció a 223 CI (3.6 L) y 115 hp. y su potente motor V-8 de 239 CI, (3.9 L) ahora tenía el brío de 130 HP. Una opción llamada “Driverized Cab”, que en castellano sería algo así como “Cabina Conducible”, proporcionaba lujos tales como el reposa brazos, luz en el domo, un encendedor de cigarrillos y dos parasoles. Cambios cosméticos menores, principalmente en el área de la parrilla, continuaron hasta 1956. La potencia también fue aumentada en el trascurso de estos años, de tal forma que el motor de 6 cilindros en línea subió a 137 HP y el poderoso V-8 aumentó su tamaño a 272 CI (4.45 L) y 171 HP.

## Tercera generación (1957-1960)

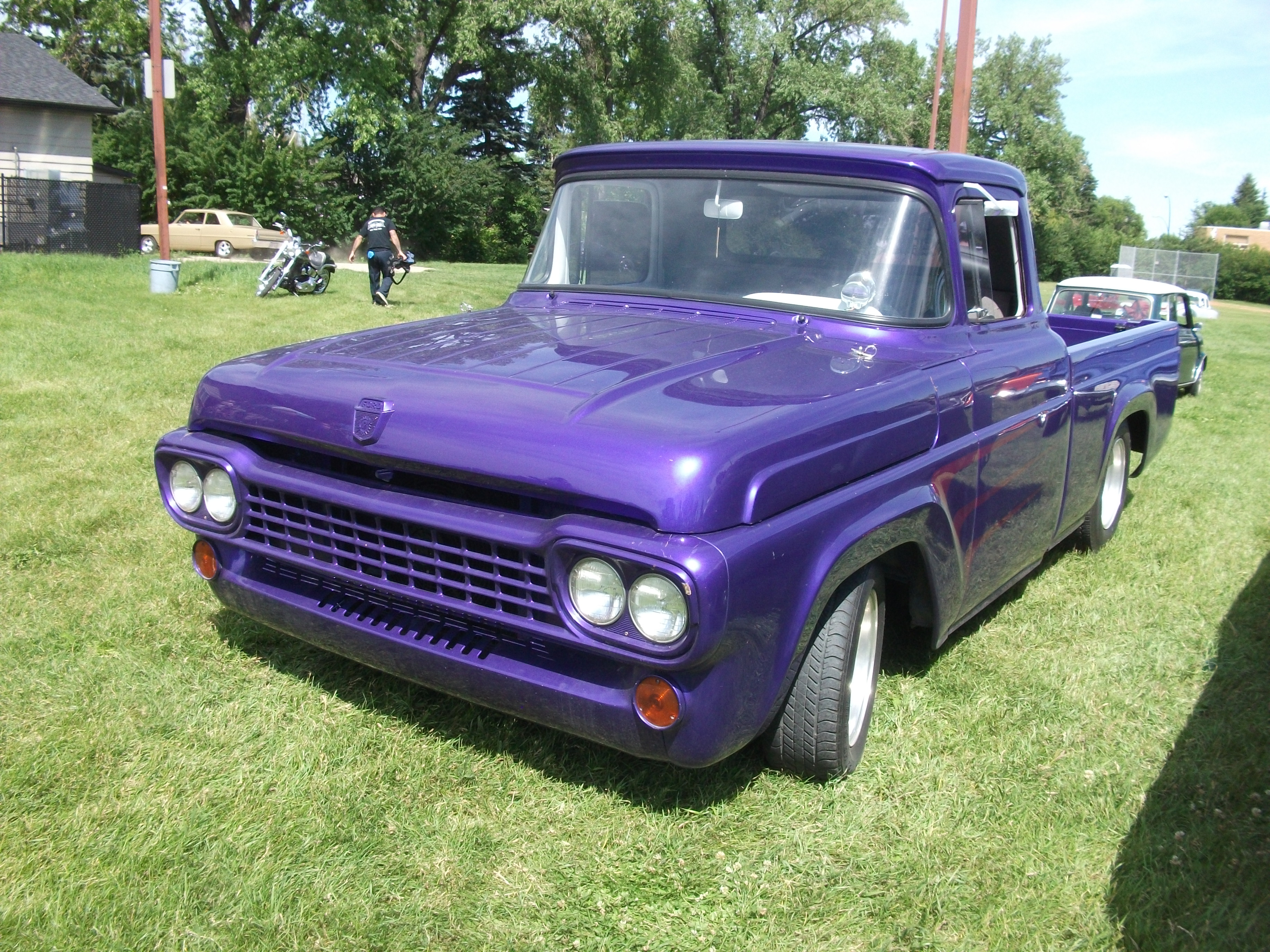
1958 Ford F-100

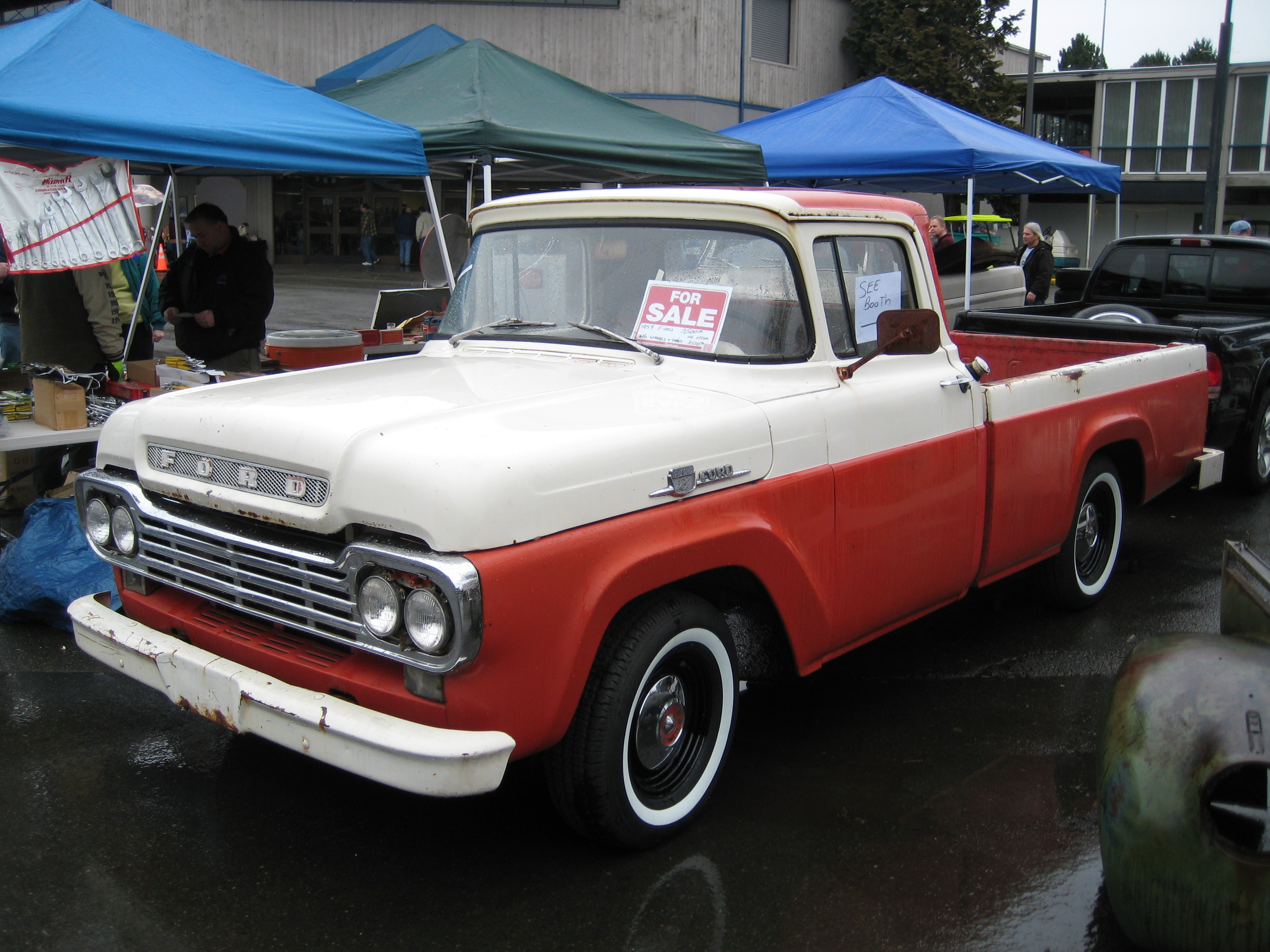
1959 Ford F-100

Un maquillaje agresivo y moderno cambió la cara de la 3ª generación con un capó menos abultado que ahora aparecía a ras de los guardabarros delanteros. En 1957 otro cambio estructural se observa manteniendo este estilo hasta 1960, incorporando dos tipos de cajas: Flareside (la clásica hasta el momento con los guardabarros traseros a la vista) y Styleside (con los guardabarros ocultos como hasta la actualidad). Esta serie presentaba dos motores: el conocido V8 292sqinch y un 6 cilindros denominado 223sqinch, que fue muy escasamente utilizado en la producción argentina, mas no así en las series que se ensamblaran en Venezuela y en Sudáfrica. Desde el año 1959 se empezaron a ensamblar las primeras F-100 en la vieja planta del barrio de La Boca, saliendo a la venta en noviembre del mismo año y conocida popularmente en la Argentina como "Loba". Todos los modelos anteriores ingresaron a la mayoría de países a los que llegó este modelo por medio de importaciones, en algunos casos por medio de importaciones de particulares y/o los lotes de cantidades reducidas lo cual hace que hoy sea difícil encontrar de esta unidades en buen estado a donde dicha camioneta haya llegado.
En 1957 antes que su nombre fuera muy conocido en la industria, Lee Iacocca, fue nombrado director de mercadeo de la División de camionetas Ford. En 1958, por regulaciones Federales, todos los vehículos fabricados en los Estados Unidos debían tener dos faros de luces a cada lado, obligando a todas las productoras a modificar sus diseños y la camioneta F-100 de 1958 no fue la excepción. También en la mitad del periodo se introdujo el nuevo motor V-8 que pasó de 272 CI (4.45 L) y 171 HP a 292 CI (4.78 L) y 185 HP. Algunos historiadores argumentan que este nuevo motor estuvo disponible a partir del modelo 1959, pero la realidad es que se fabricaron muchas unidades del modelo 1958, a las que se le colocó el agrandado motor V-8.

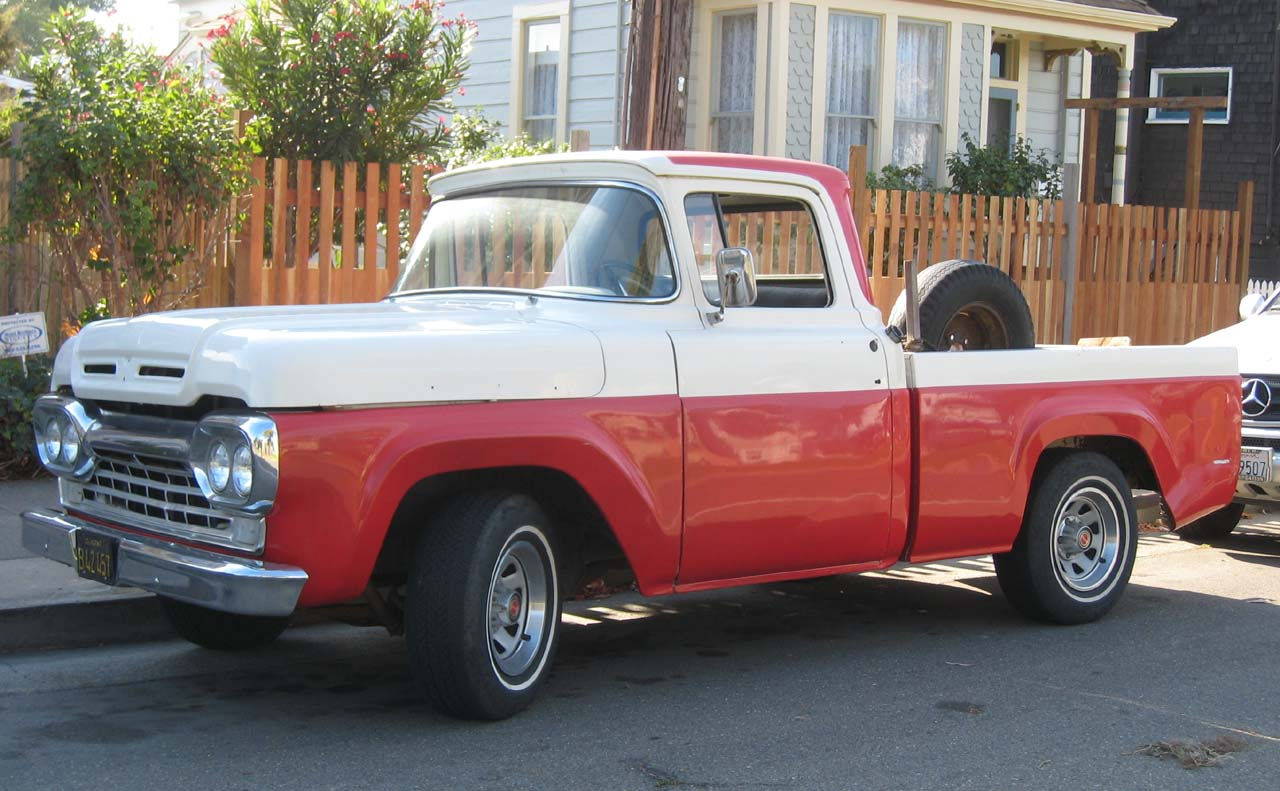
1960 Ford F-100

Para 1959 se hizo disponible la doble tracción de fábrica, un interior bi-color y otro pequeño maquillaje dejó una persiana más limpia, que dio paso al esquema de “ojos saltones” del modelo 1960, último año de la 3ª generación.
En 1960, el último año de la 3ª generación de la Serie F, Ford rediseñó el tren delantero y mejoró los materiales utilizados en el interior de las camionetas. Las camionetas de doble tracción recibieron un refuerzo adicional en la zona de la cabina y alrededor de las aberturas de las puertas. Muelles delanteros y traseros reforzados que se ofrecían como ‘opcionales’ en los modelos 4WD de 1959 eran ahora parte del equipo estándar. También hubo mejoras en el sistema de frenos y dirección.

## Cuarta generación (1961-1966)

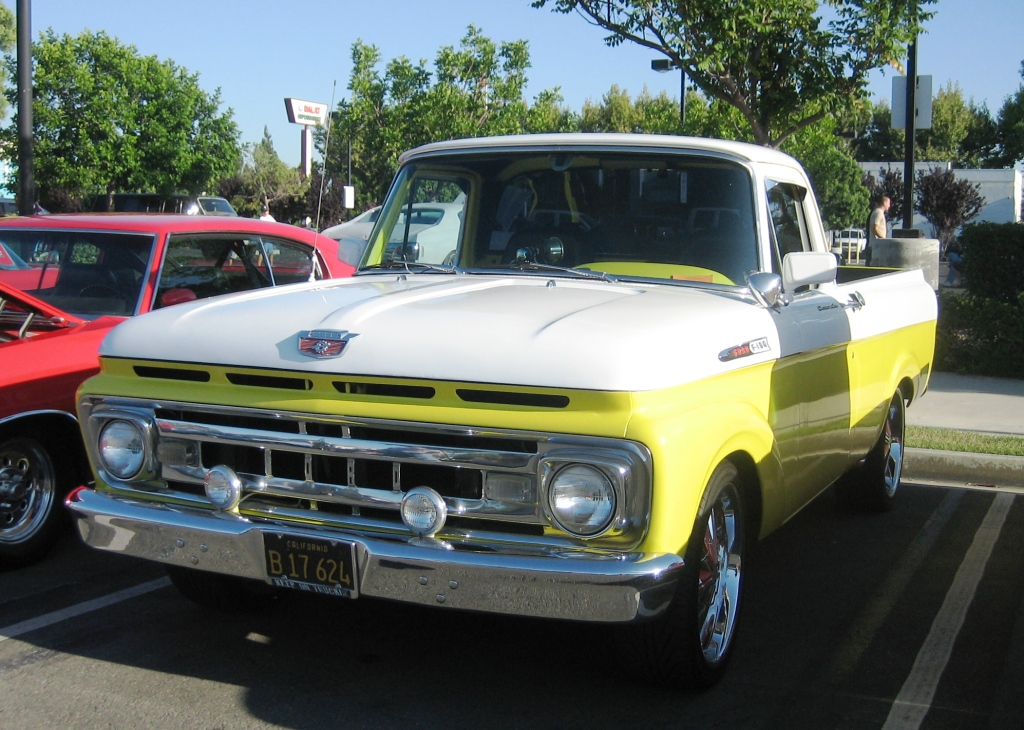
1961 Ford F-100

El modelo 1961 consistió en un rediseño completo. La Serie F volvió a tener faros individuales y las camionetas se hicieron menos altas y más anchas que antes. Los cajas Flareside y Styleside, seguían estando disponibles, pero las Stylesides venían unidos a la cabina en una sola pieza creando un estilo llamado “unibody” que daban una apariencia de líneas más suaves y aerodinámicas. Una característica destinada a ser eliminada al finalizar el año de producción del modelo 1963. Ford también ofrecía su tradicional caja Flareside en 1961.

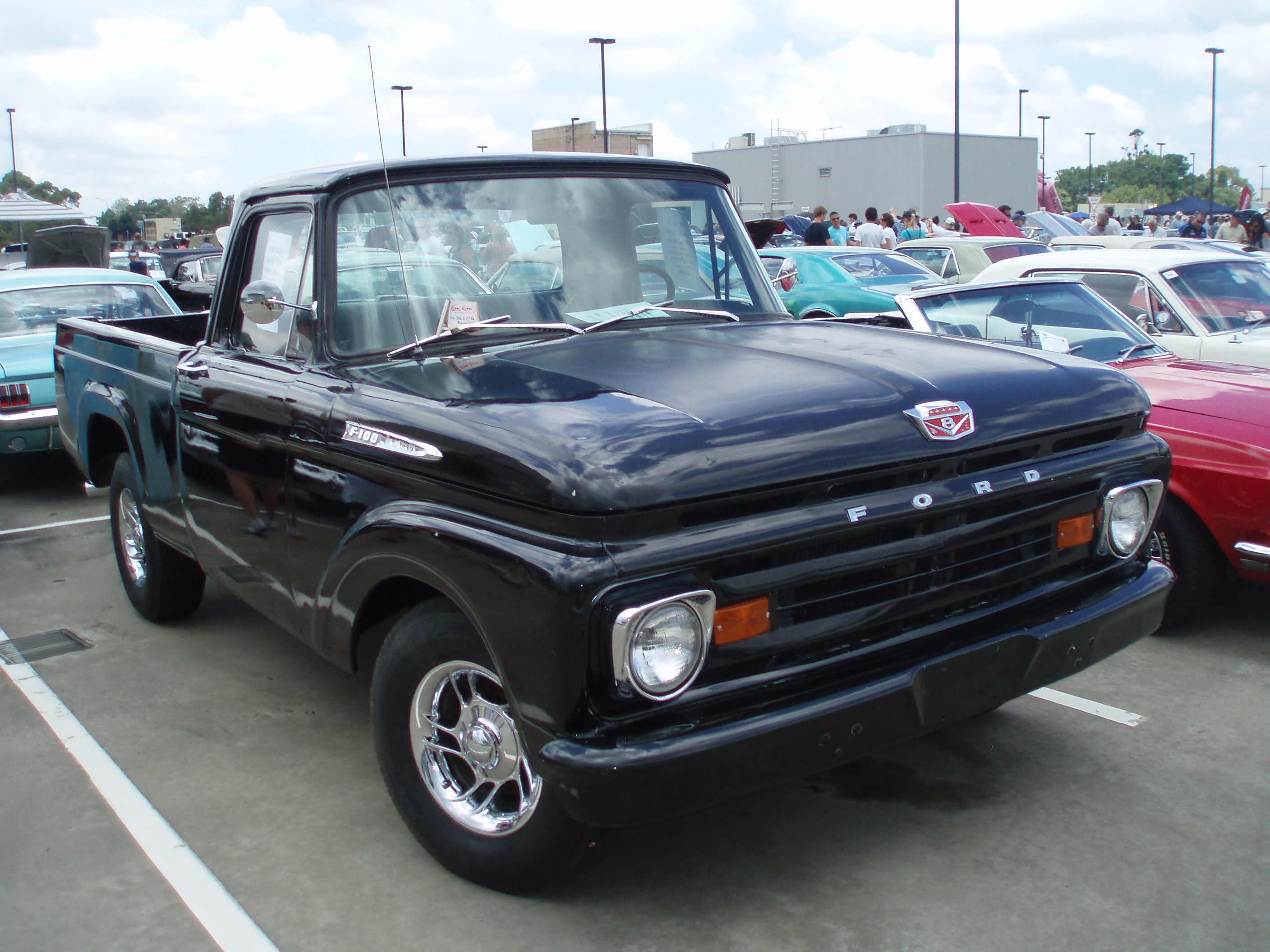
1961 Ford F-100

Para crear esa apariencia más suave y aerodinámica, la caja Styleside se corrió hacia adelante para hacerlo parte de la cabina. La nueva configuración eliminaba la brecha entre la caja y la cabina, quitando así un área donde mucha de la suciedad quedaba atrapada y causaba corrosión. Ford sintió que el nuevo diseño iba a ofrecer un aspecto más limpio y más resistente. El área de carga de esta nueva camioneta era 9 pies³ más grande que la generación anterior y con la tapa o portezuela abierta de la caja de carga crecía otros 33 cm. El aire acondicionado “Polar-Aire” era opcional y se instalaba en el concesionario, al igual que una gran ventana trasera que se curvaba alrededor de los pilares ‘B’ ofreciendo una vista panorámica de la cabina. Los diseñadores de Ford re localizaron los parantes o postes del parabrisas aumentando la visibilidad en un 22%. Otros cambios incluyeron una calefacción más potente, una silla mejor acolchada, seguro en las cerraduras de las dos puertas y una caja de dirección con mecanismo de recirculación de bolas.
El motor estándar era el de 6 cilindros en línea 223 CI (3.6 L) y 137 HP, que Ford vendía con el “seudónimo” del “hacedor de kilómetros” (milage maker). Opcional estaba el potente motor V-8 de 292 CI (4.78 L) y 185 HP, que debido a su profundidad, se ganó el apodo “Y-Block.” Cajas manuales de tres y de cuatro velocidades estaban disponibles, al igual que una sola opción de caja automática de tres velocidades Ford-O-Matic.

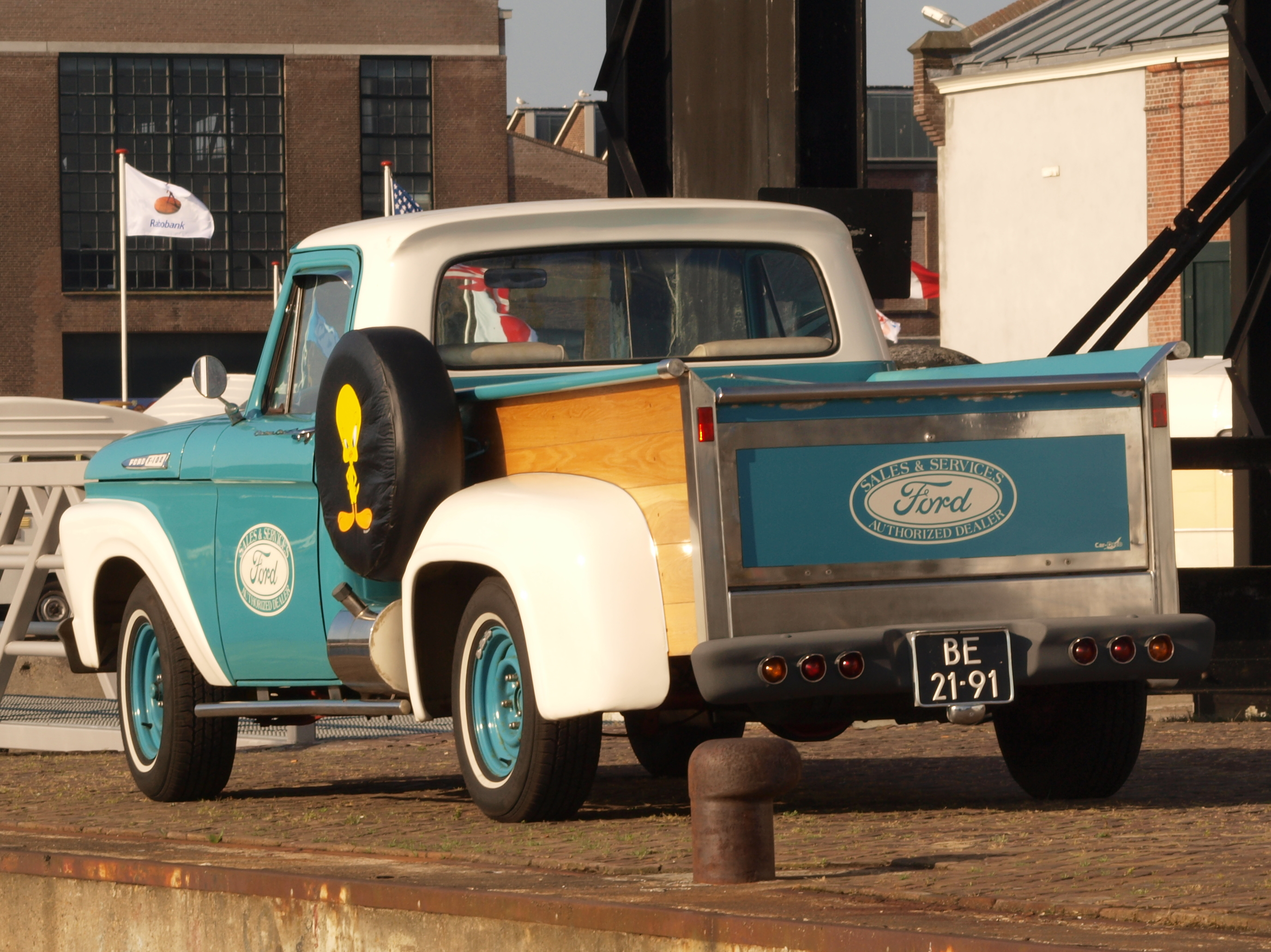
1962 Ford F100

En 1962 las camionetas de la Serie F, recibieron muy pocos cambios significativos. Se empezó a ofrecer una caja Styleside, no integrado a la cabina, en un principio, solo en las camionetas de doble tracción y al finalizar el año de producción del modelo estaba disponible para todas las versiones de la Serie F. También se reemplazó la vieja caja automática Ford-O-Matic, por una mejor, llamada Cruise-O-Matic. Ford también ajustó mejor la persiana e hizo pequeñas mejoras en el interior de la cabina.

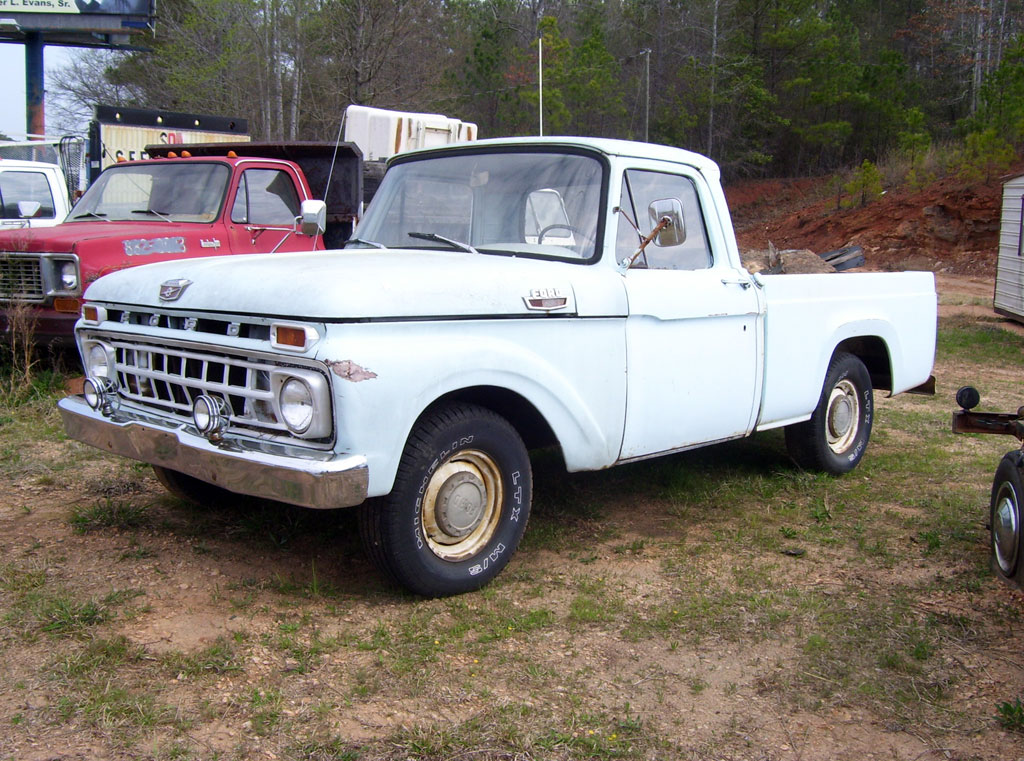
1963 Ford F-100

En 1963, las camionetas de la Serie F tuvieron cambios significativos, veamos:
- La transmisión estándar de tres velocidades, ahora era completamente sincronizada.
- Los motores traían el cárter con ventilación estándar positiva (PCV).
- La garantía de las camionetas se aumentó de 12 meses o 12,000 millas hasta 24 meses o 24,000 millas.
- Ford también expandió el uso de metal galvanizado y base de zinc en las áreas sujetas a la corrosión.

En 1964 después de un par de años de ventas bajas, Ford eliminó la carrocería “unibody”. Hubo rumores que ese diseño era propenso a la flexión, pero nadie presentó pruebas. Lo más seguro es que hubo algún indicio que eso podría ocurrir en la pruebas de laboratorio y se decidió cortar por lo sano. Por primera vez Ford tomó conciencia que muchos de los compradores de las camionetas las utilizaban como segundo vehículo, razón por la cual la publicidad comenzó a centrarse en la comodidad y la suavidad de su rodaje, así como en su gran confiabilidad y durabilidad.
La nueva caja “Styleside Click” fue fabricado con doble pared, aumentando así su resistencia y disminuyendo el riesgo de abollar la cabecera exterior. La tapa o portezuela de la caja también se fabricó con doble pared y tenía un mecanismo de enganche con una manija de apertura en el centro (en lugar de las cadenas con ganchos de los modelos anteriores). 

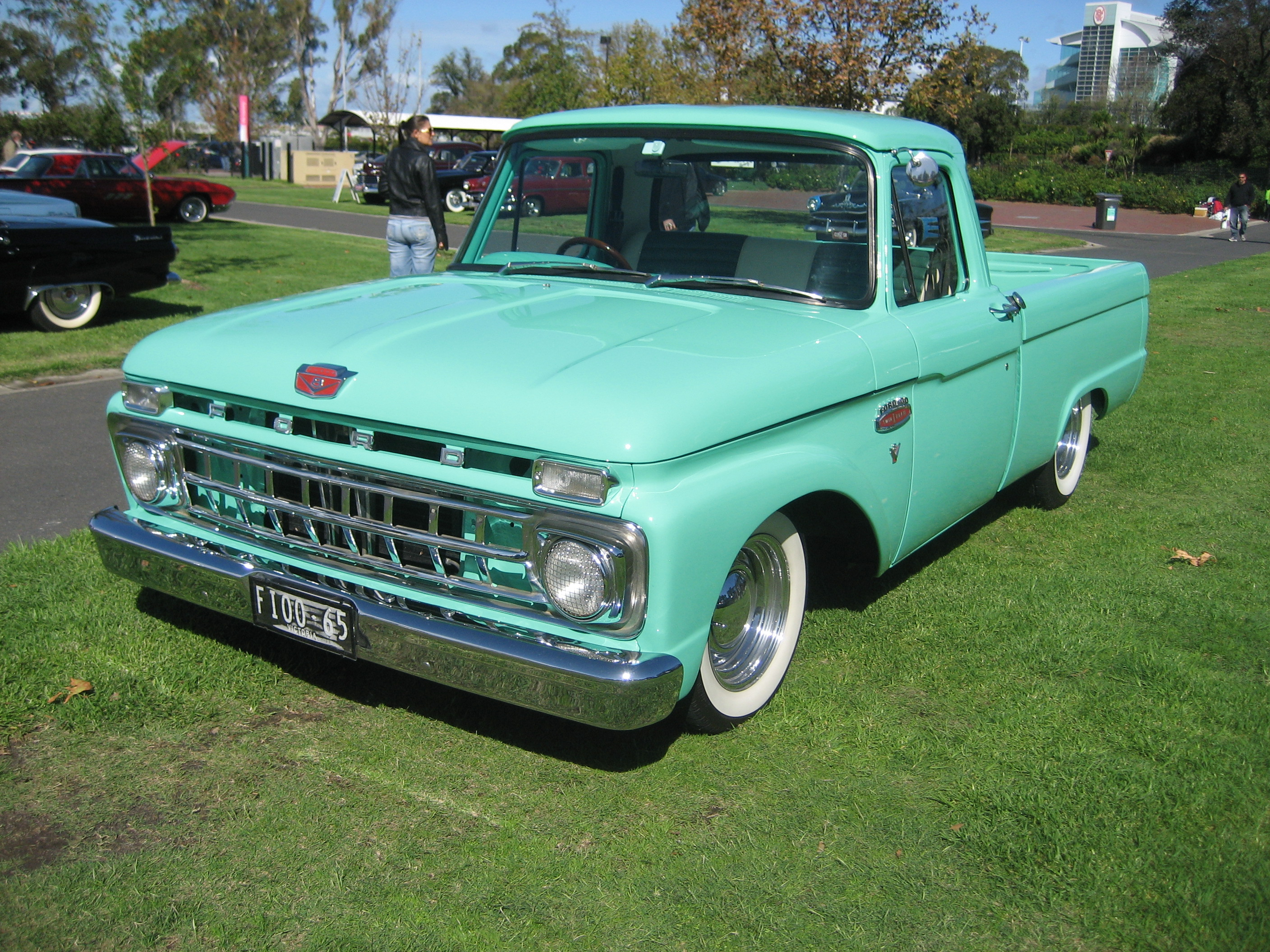
1965 Ford F100

En 1965 la superficie de la camioneta Ford F-100 de 1965 no se veía muy diferente a la camioneta del año anterior, sin embargo, debajo del capó pasaron muchas cosas. Debutaron tres nuevos motores: dos de ellos eran de 6 cilindros en línea, uno de 240 CI- (3.9 L) de 150 HP y el otro de 300 CI (4.9 L) de 170 HP y un potente V-8 de 352 CI (5.7 L) con 208 HP. Adicional mente Ford presentó su nueva suspensión delantera “Twin I-Beam” en todos los modelos 2WD, dando a las camionetas una conducción más parecida a la de un automóvil, aunque sin dejar a un lado la potencia y el brío de una camioneta. Los muelles delanteros de lámina fueron reemplazados por resortes helicoidales y los ejes gemelos eran mantenidos en su lugar con unos brazos de gran radio. La división de los ejes permitía que las ruedas pudieran pasar por los huecos y resaltos de forma independiente, logrando un rodaje mucho más suave. Los cinturones de seguridad empezaron a insinuarse en el paquete de opciones en las camionetas con silla única.

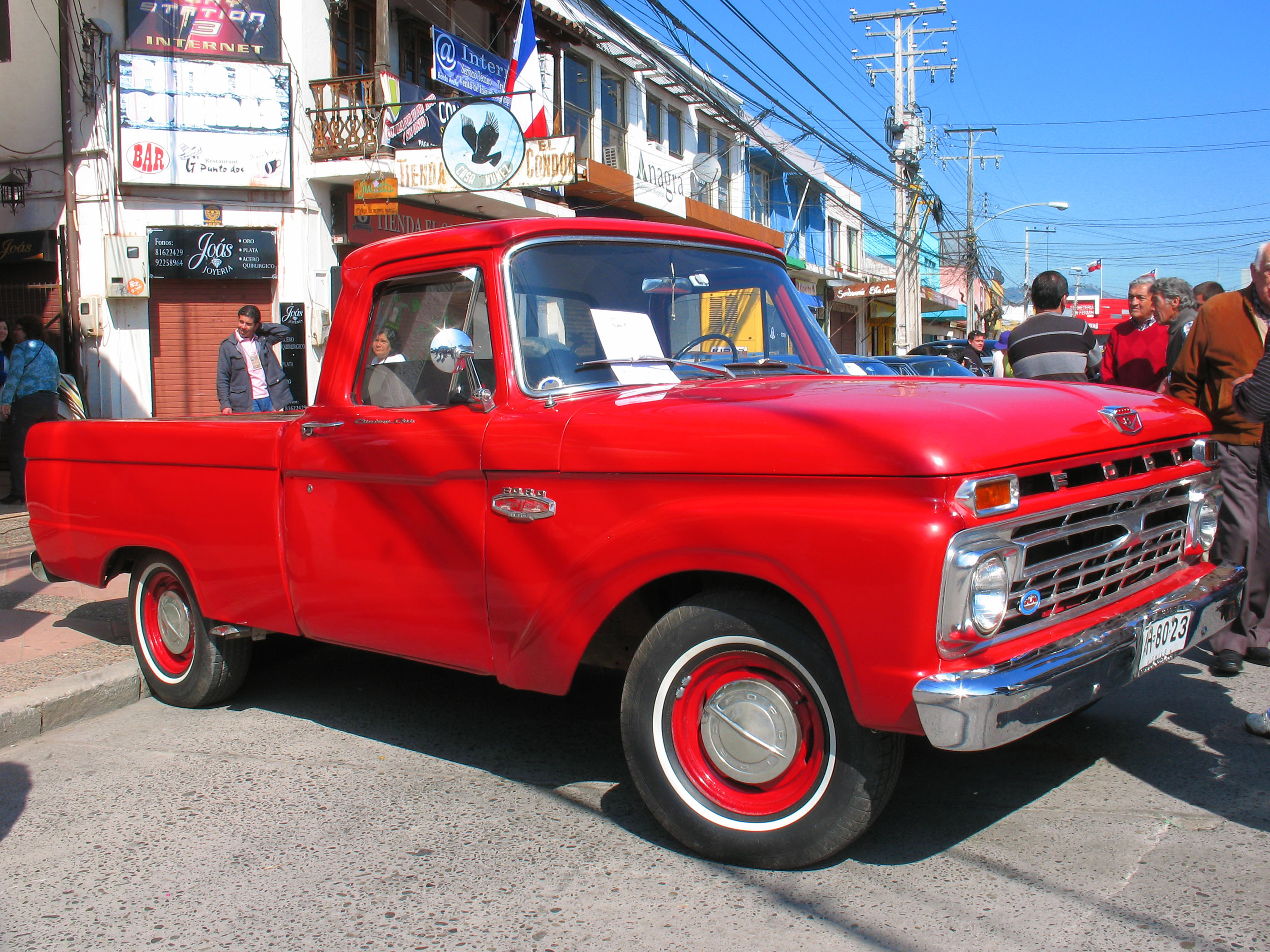
1966 Ford F-100 Custom Cab

En 1966 las camionetas 2WD, permanecieron prácticamente idénticas a las del año anterior, sin embargo hubo cambios importantes en las 4WD. Una nueva camioneta de “Silueta Baja” presentó una caja de transferencia de velocidades y un eje delantero conocido como mono-viga. La camioneta de doble tracción era más baja que la camioneta típica 4WD, pero tenía un punto de ruptura de más de 2 pulgadas de alto. El eje delantero mono-viga utilizaba muelles helicoidales y brazos de gran radio, similares a los de la suspensión “Twin I-Beam” utilizado en las camionetas 2WD de esta generación. Los otros cambios que se hicieron en el modelo 1966 eran de menor importancia y principalmente cosméticos.

## Quinta generación (1966-1972)

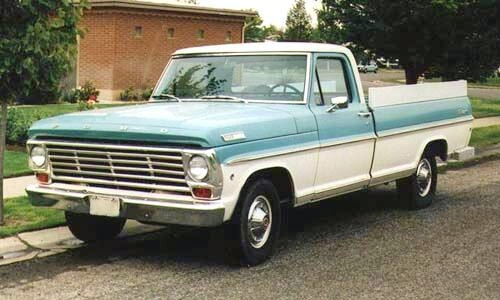
1967 Ford F100 Ranger

En 1966, la quinta generación pickup F-serie fue construida sobre la misma plataforma que la revisión 1965 de la cuarta generación. Dimensiones y vidrio de efecto invernadero se incrementaron, opciones de motor se expandieron, y niveles de equipamiento plusher estuvieron disponibles durante el ciclo de producción de la quinta generación.
En 1968, las regulaciones federales requieren que todos los fabricantes de automóviles añadan reflectores o luces de posición laterales, por lo que Ford rediseña los emblemas para incorporar reflectores laterales.
El mismo año los camiones recibieron versiones más grandes de la familia de motores FE de Ford con la introducción de los motores 360 y 390 pulgadas cúbicas. También cambiaron para 1968 los controles del calentador, apoyabrazos, manijas interiores de las puertas y ventanas manivelas, y la moldura superior en los modelos equipados. Reflectores de posición laterales traseros también se han añadió a los paneles laterales de la cama más baja en 1968, por las regulaciones gubernamentales.

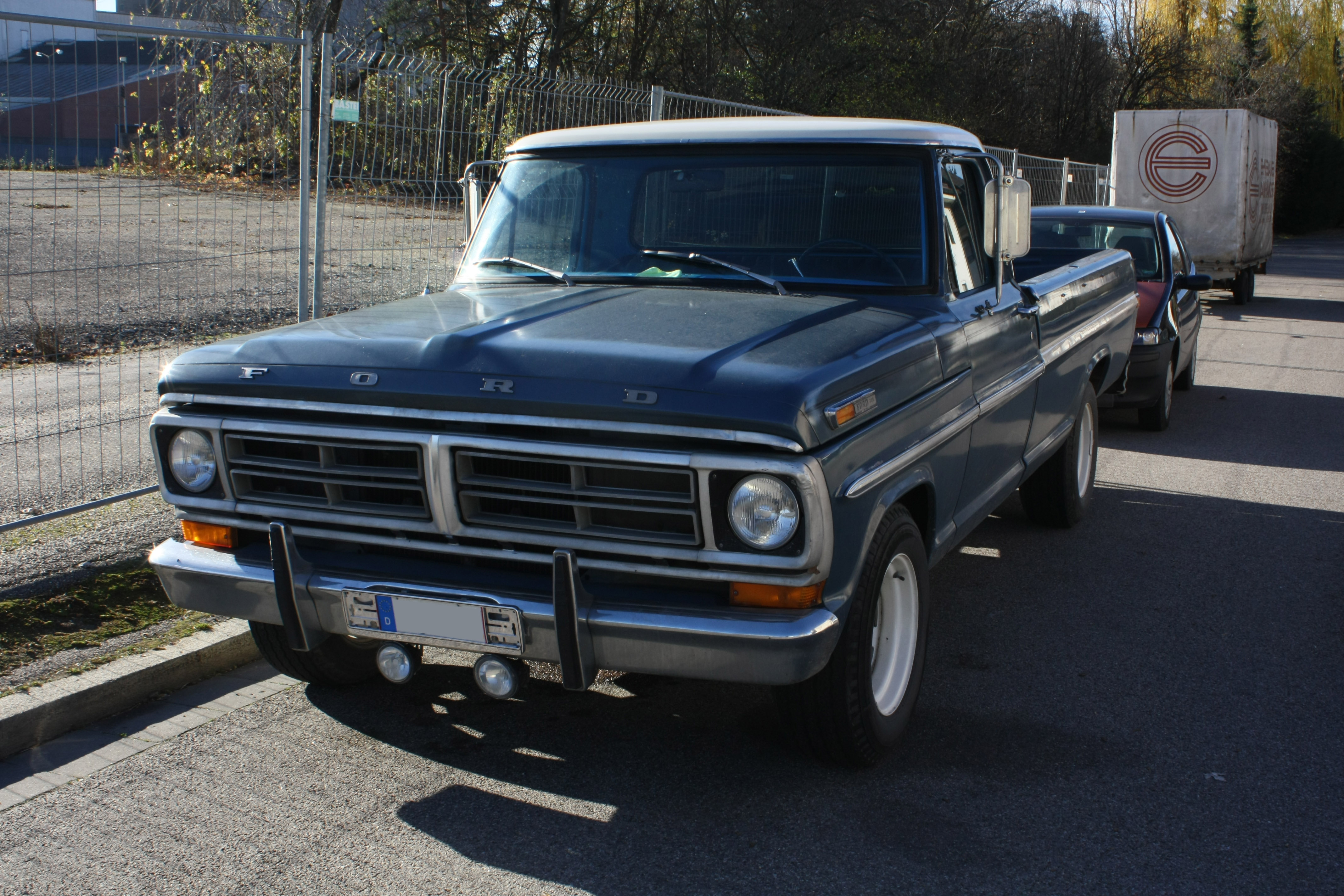
1972 Ford F-100

En 1969, se ofreció un paquete especial para los camiones Ford F-Series, que incluía un generador de 110 voltios bajo el capó opcional. se cambiaron las Rejillas de la serie F ligeramente para 1969.
Los componentes de la suspensión de todos los modelos de la serie F 1969 son totalmente intercambiables.
Una variante de la quinta generación F-serie fue producida hasta 1992 en Brasil para el mercado de América del Sur; con pocos cambios estéticos y con opciones nafta y Diesel (Perkins). Esta generación en Argentina se la apodó "Punta de diamante"; debido a la moldura lateral sobresaliente que la cruzaba a todo lo largo.
En 1970, El empuje gradual hacia el confort y el lujo en camiones ligeros adquirió más impulso en Ford con la llegada de la Ranger XLT para ciertos modelos de la serie F. El Ranger XLT fue el paquete superior con relación a los paquetes Ranger, Custom, Sport Custom. Una camioneta muy completa para el gusto de cada quien, sin embargo ford con su flamante camineta f100 logró posicisionarse en primer lugar de ventas en el mercado estadounidense.
Esta fue la primera camioneta que llegó para romper record mundial, la mejor camioneta que se puede encontrar en los tiempos. Nunca superada por su competencia más cercana que es Chevrolet ya que Ford la superaba con mucho, tanto por sus diseños, colores, carrocería, motores etc.

## Sexta generación (1972-1980)
La serie F sexta generación se introdujo en 1973. Esta versión de la serie F continuó siendo construido sobre la plataforma de la F-100 1965, pero con modernizaciones y mejoras significativas. Frenos delanteros de disco, el aumento de las dimensiones de la cabina, tanque de gas trasladado fuera de la cabina y debajo de la cama, mejoró significativamente calefacción y aire acondicionado, la construcción completa de doble cama de la pared, un mayor uso de acero galvanizado.
La rejilla para el año 1973 contó con dos inserciones de plástico metálico dividido por una barra de aluminio que forma parte de la estructura principal de la parrilla, con las letras "FORD" en la parte superior de la parrilla. Se añidieron grandes faros redondos, con las lámparas de señalización de estacionamiento y direccionales colocados en la parte superior a ambos lados de la inscripción "FORD". El nuevo diseño de la cabina incorporó un espacio almacenamiento detrás del asiento.
La serie de motores FE se interrumpió en 1976 después de una carrera de casi 20 años, reemplazado por la serie más moderna 351 (Modificado) y motores de la serie 400.
En 1975, el F-150 fue introducido en entre el F-100 y F-250 con el fin de evitar ciertas restricciones de control de emisiones.
La primera cirugía estética se presentó para 1976, cuando apareció una nueva parrilla y los biseles de los faros cuadradas. F100 con tracción en las cuatro ruedas, motor estándar de 360 pulgadas cúbicas V-8 y la transmisión de cuatro velocidades. Esta generación se caracteriza por la durabilidad de los paneles de la carrocería porque Ford utilizó grandes cantidades de chapa galvanizada para luchar contra la corrosión.
Para 1978, los faros cuadrados reemplazan a los redondos de los modelos anteriores, eran exclusivos para modelos con mayores paquetes de equipamiento, como Lariat y Ranger, y en 1979 se convirtió en equipo estándar. También para 1978, el Ford Bronco fue rediseñado en una variante de la camioneta F-Series. 

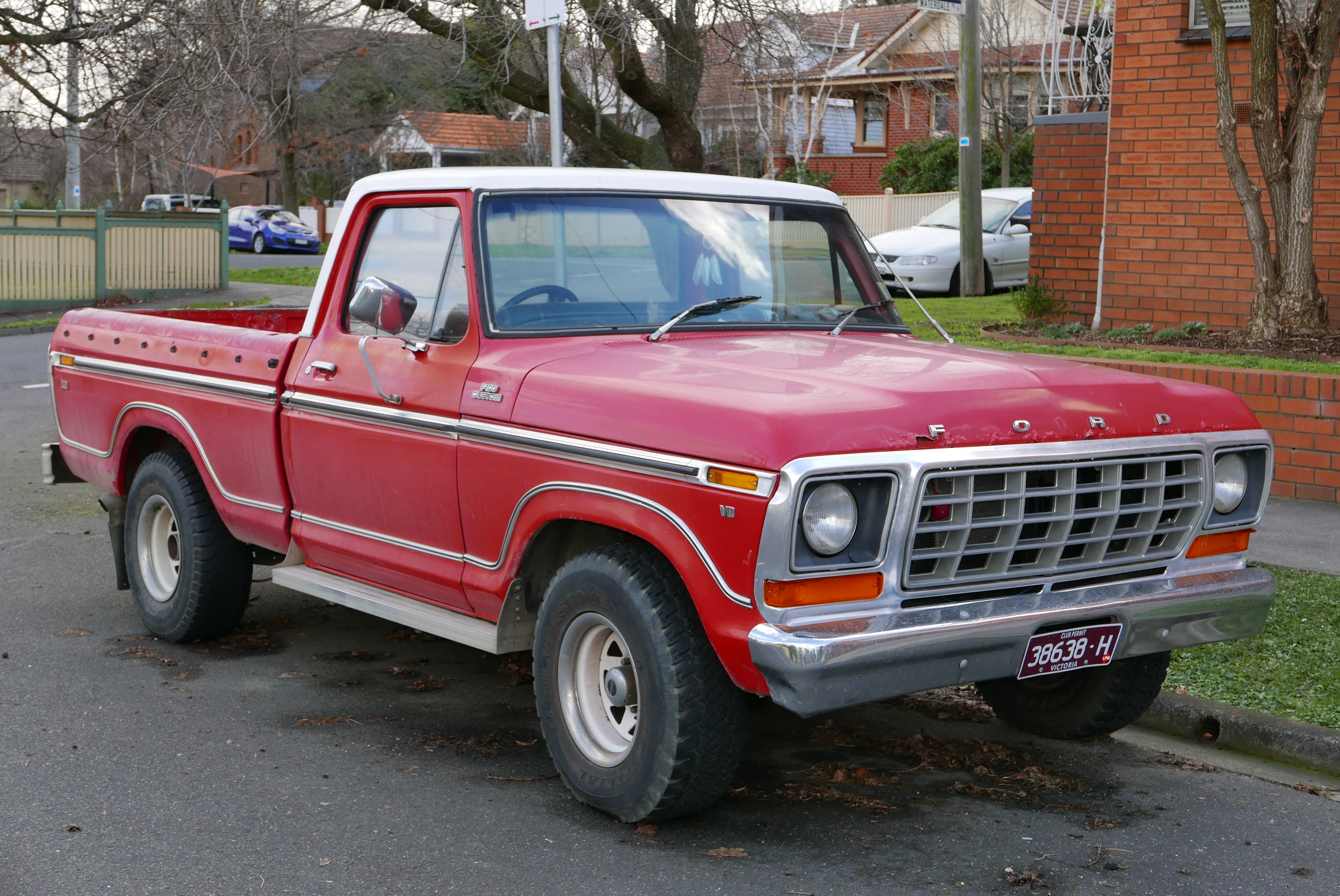
1978-1979 Ford F100 Custom

En 1979, Ford trajo una nueva campaña de promoción para camiones: el famoso "Built Ford Tough". Los faros redondos fueron reemplazados por los faros rectangulares en todos los niveles de acabado y se incertó una parrilla circular que enmarcó la faros, ahora estaba disponible en negro o cromado para que coincidiera con la del marco de la rejilla de aluminio. Fue el último año que el gran motor de bloque 460 estaba disponible en una camioneta de media tonelada.
Con respecto a Argentina, estuvo disponible entre 1973 y 1982, en México la camioneta f-100 se caracterizó por contar con espejos tipo western en su version custom, con faros encima de la cabina y el sistema de embrage para la dirección, siendo una camioneta indispensable para trabajo. extendiéndose un par de años más (con respecto a otros países) y conviviendo con las F-100 Ranger importadas de Estados Unidos.

## Séptima generación (1980-1987)

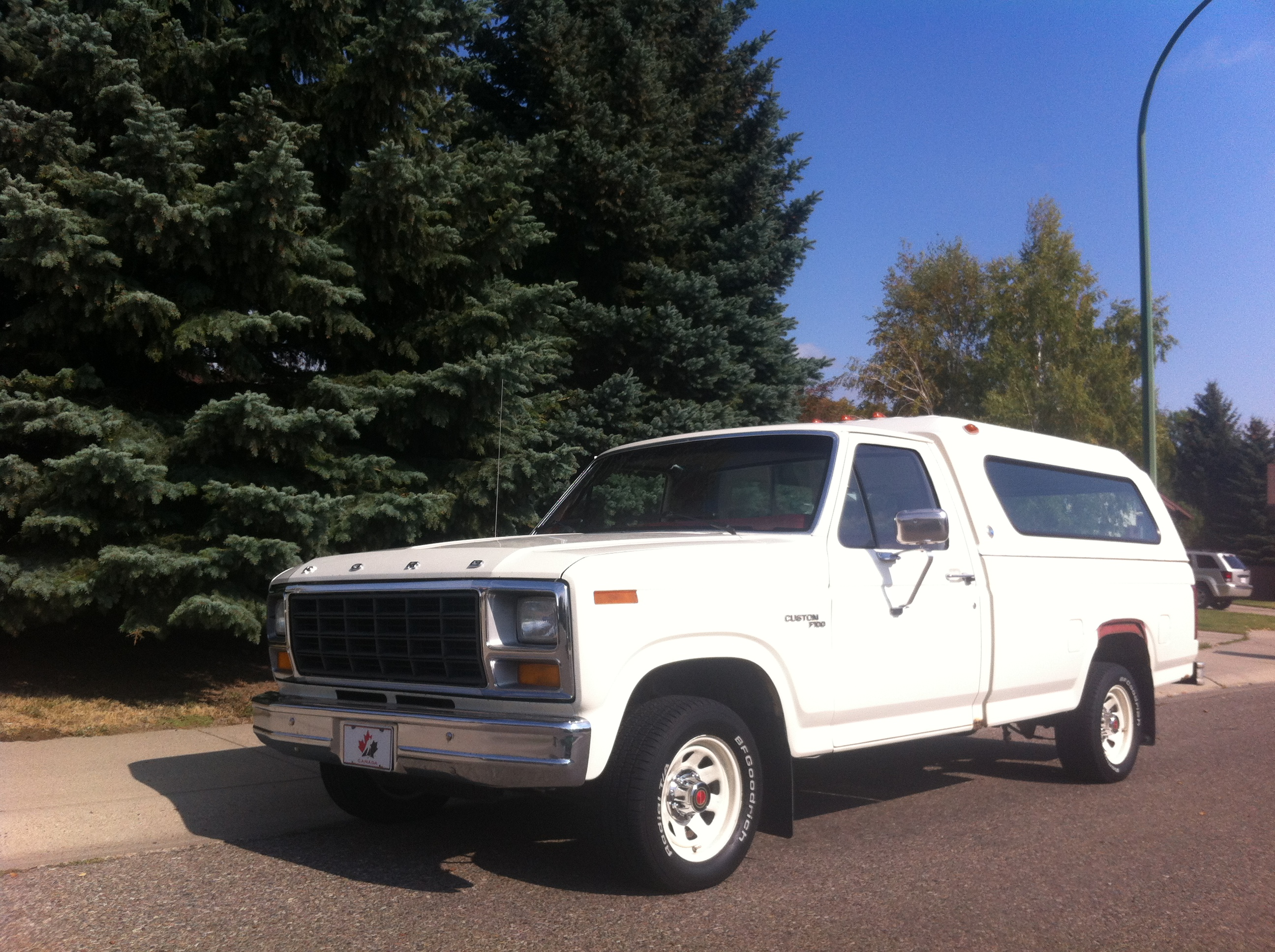
1980 Ford F-100 Custom

En 1980, las Ford F-Series fueron rediseñada con un chasis totalmente nuevo y un cuerpo más grande; este fue el primer rediseño de abajo para arriba desde 1965.
Varios paquetes de decoración personalizados estaban disponibles para camionetas de carga ligera en los primeros años ochenta, uno de los cuales incluyeron la pintura de dos tonos y ruedas pintadas de blanco, ahora se consideraba a la F-Series más elegante.
En 1981, todas las líneas de camiones de Ford estaban prácticamente sin cambios, aunque Ford ha añadido la opción F-100 con un "reducido" motor de 255 pulgadas cúbicas V-8. Más pequeño que incluso el pulgadas cúbicas 300 estándar de seis cilindros. En este mismo año, Ford realizó un gran cambio en los camiones F-series en especial en la camioneta de carga ligera F-100 dejando a un lado esta denominación, para cambiarla por la nominación F-150, aunque en algunos países por razones de comercialización se mantuvo la denominación F-100.
En Argentina, la Ford F-100, se fabricó junto con su generación anterior, con la que convivió hasta una serie de F-100 Ranger estadounidenses importadas. Al término de ese año dicho modelo se comenzó a fabricar local mente en la Argentina, pero con algunos cambios en cuanto a motores, pues tuvo un bloque diésel y una caja mecánica, contra la versión equipada en las de procedencia venezolana y/o mexicana, que montaban cajas de marchas automáticas de serie, siendo algo opcional en la versión gaucha. La misma tenía líneas más rectas y el platón era con laterales de doble plástico.
Otro cambio notable fue la disposición del interruptor de ignición, el cual comenzó a colocarse en la caña del volante (la generación anterior lo poseía en el panel).

## Octava generación (1987-1995)
.. 

## Versión Eléctrica
Ford presentó en el SEMA Show 2021, la Ford F-100 "Eluminator", un prototipo que lleva instalado el primer motor eléctrico de altas prestaciones que la marca americana.
Con la aparición del Eluminator, que es su nombre comercial, Ford da el primer paso hacia la electrificación dentro del mercado de la posventa y las altas prestaciones. Este motor, que está homologado para su uso en 50 estados de Norteamérica, es básicamente el motor trasero de un Ford Mustang Mach- E GT, por lo que genera 281 caballos de fuerza y 317 libras-pie de torque. Basado en la histórica camioneta F-100 de 1978, el concept car F-100 Eluminator cuenta con tracción a las cuatro ruedas a través de dos de estos motores eléctricos, produciendo juntos una potencia de 480 hp.

## Galería de imágenes

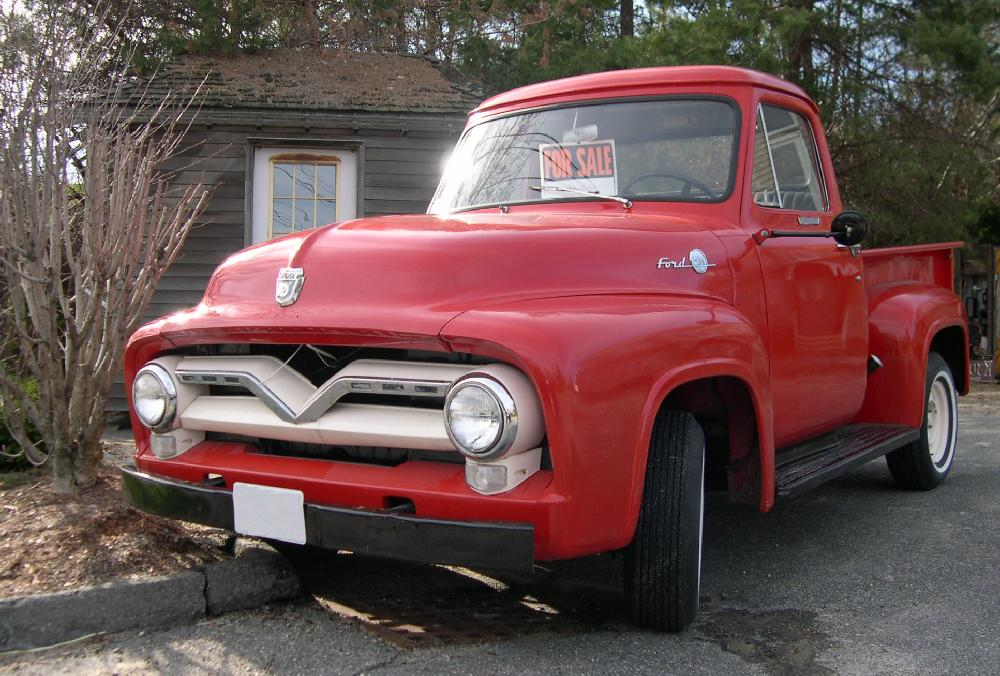
Ford F 100 modelo 1955
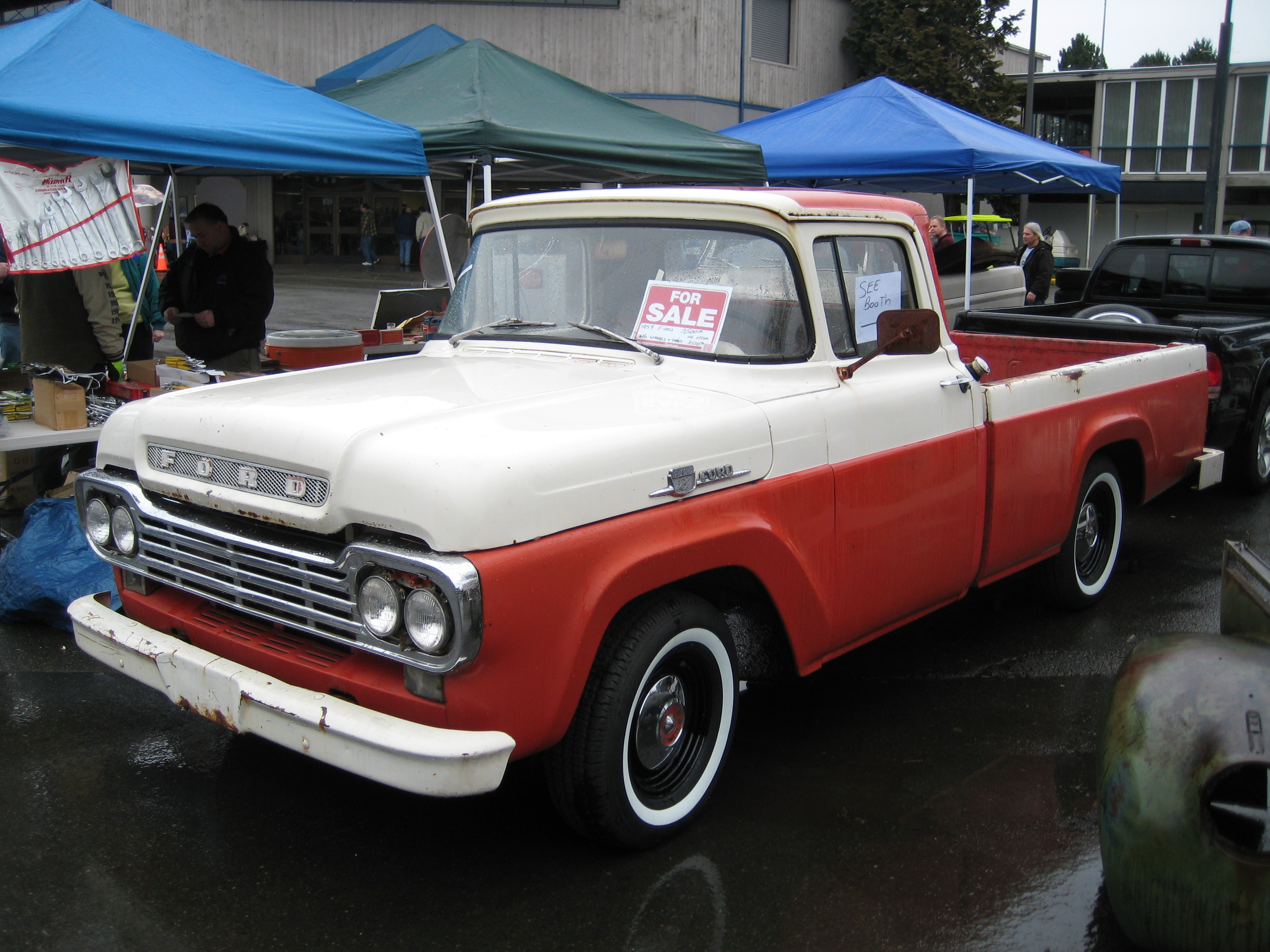
Ford F 100 modelo 1959
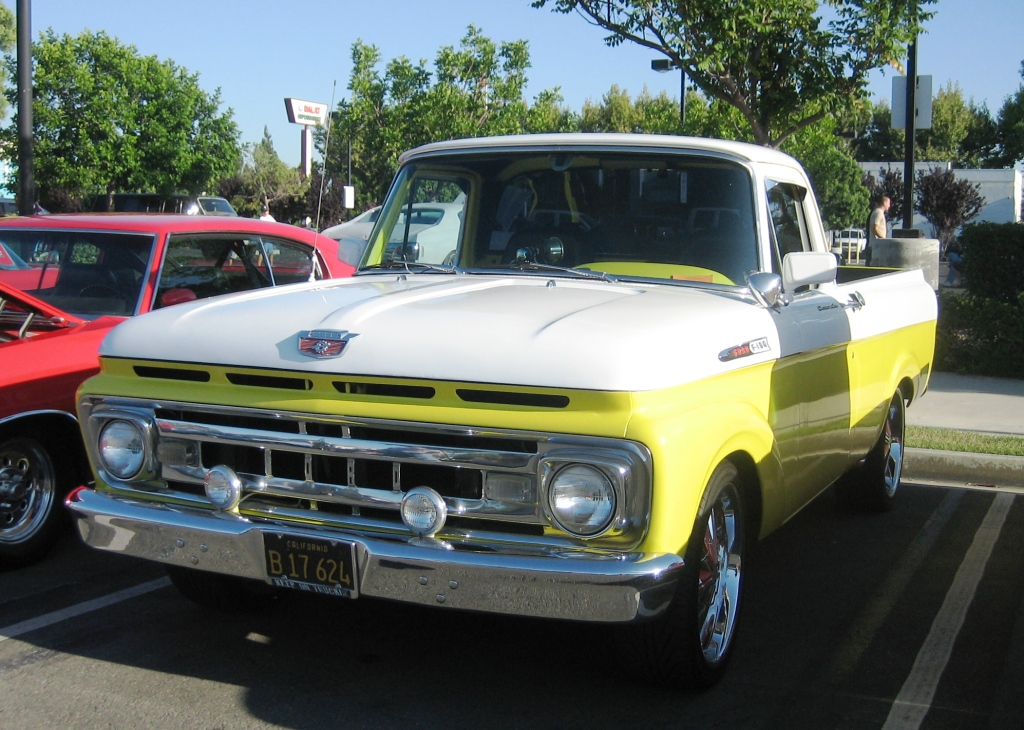
Ford F 100 modelo 1961
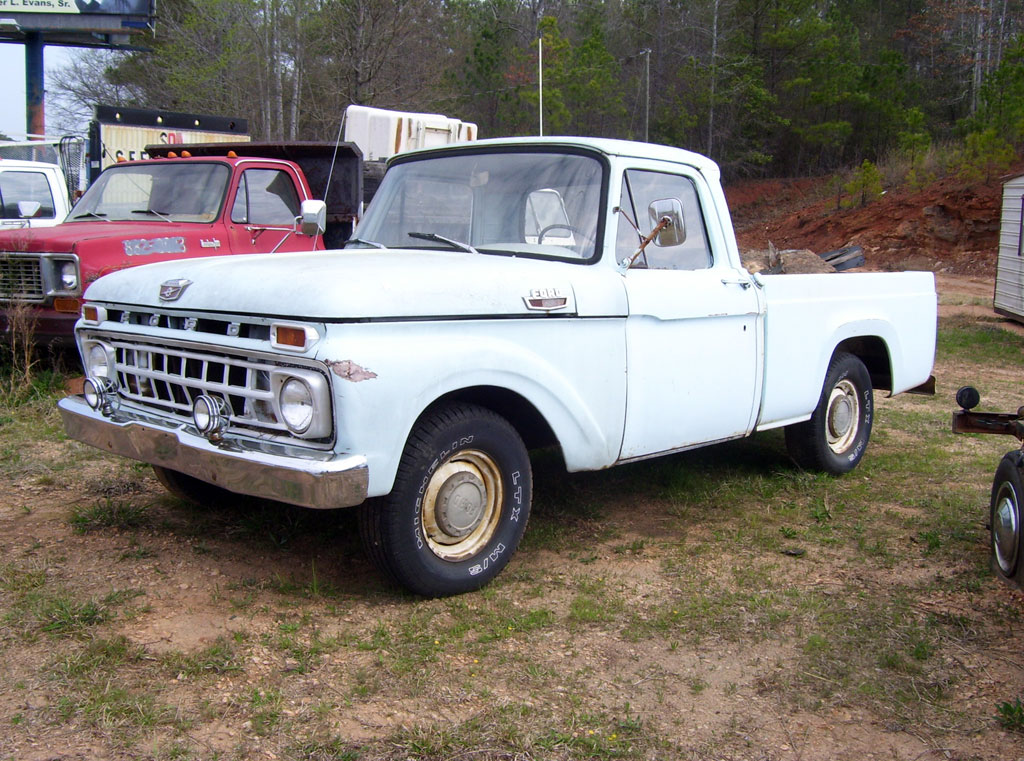
Ford F 100 modelo 1963
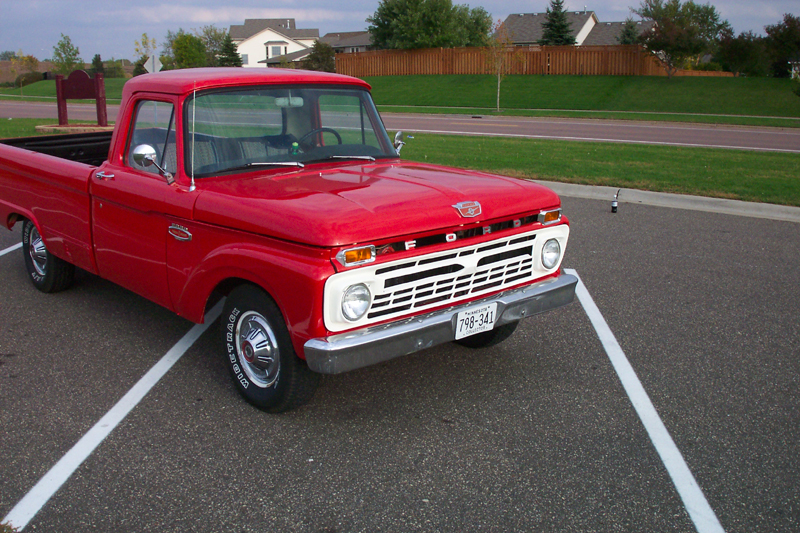
Ford F 100 modelo 1966
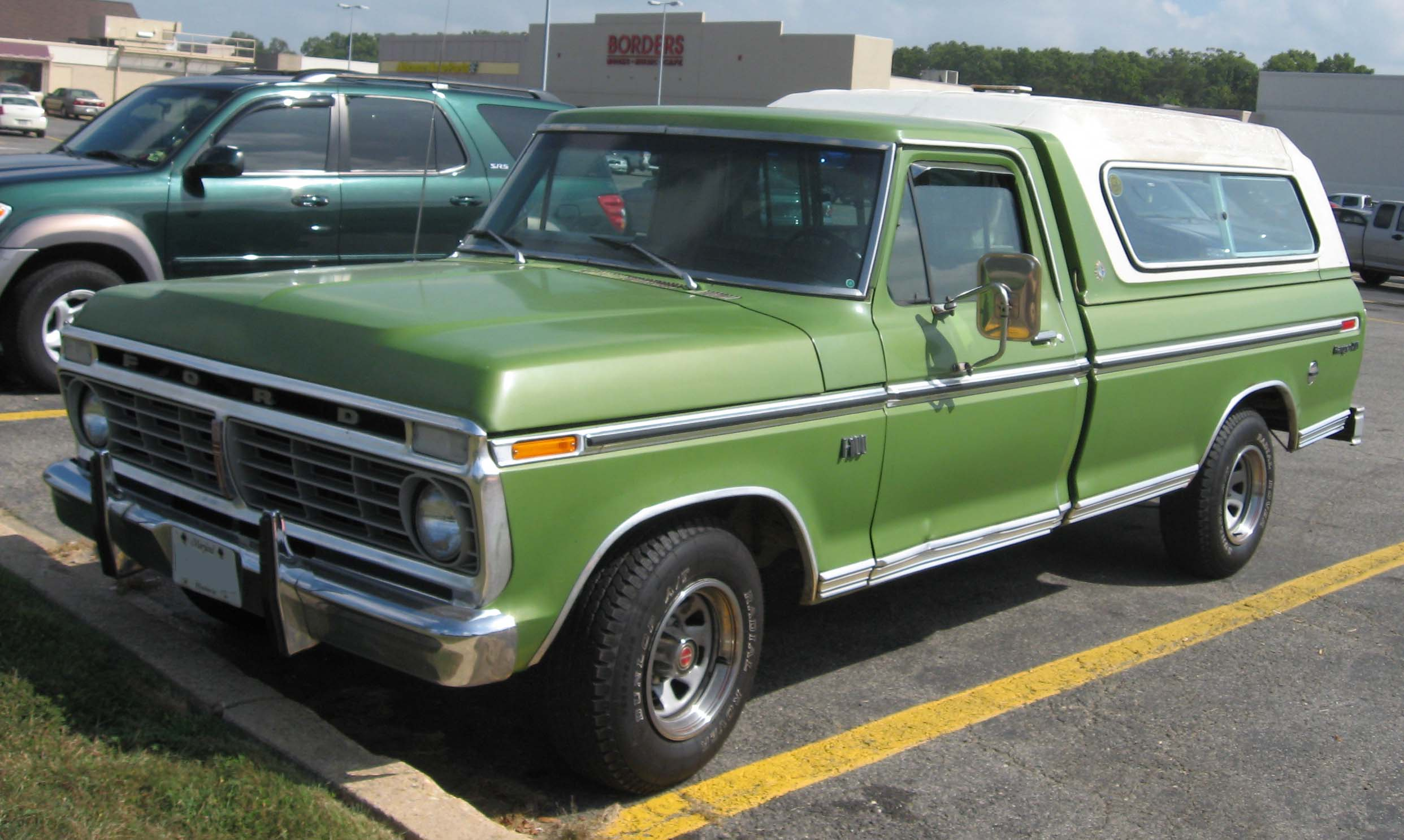
Ford F 100 modelo 1975
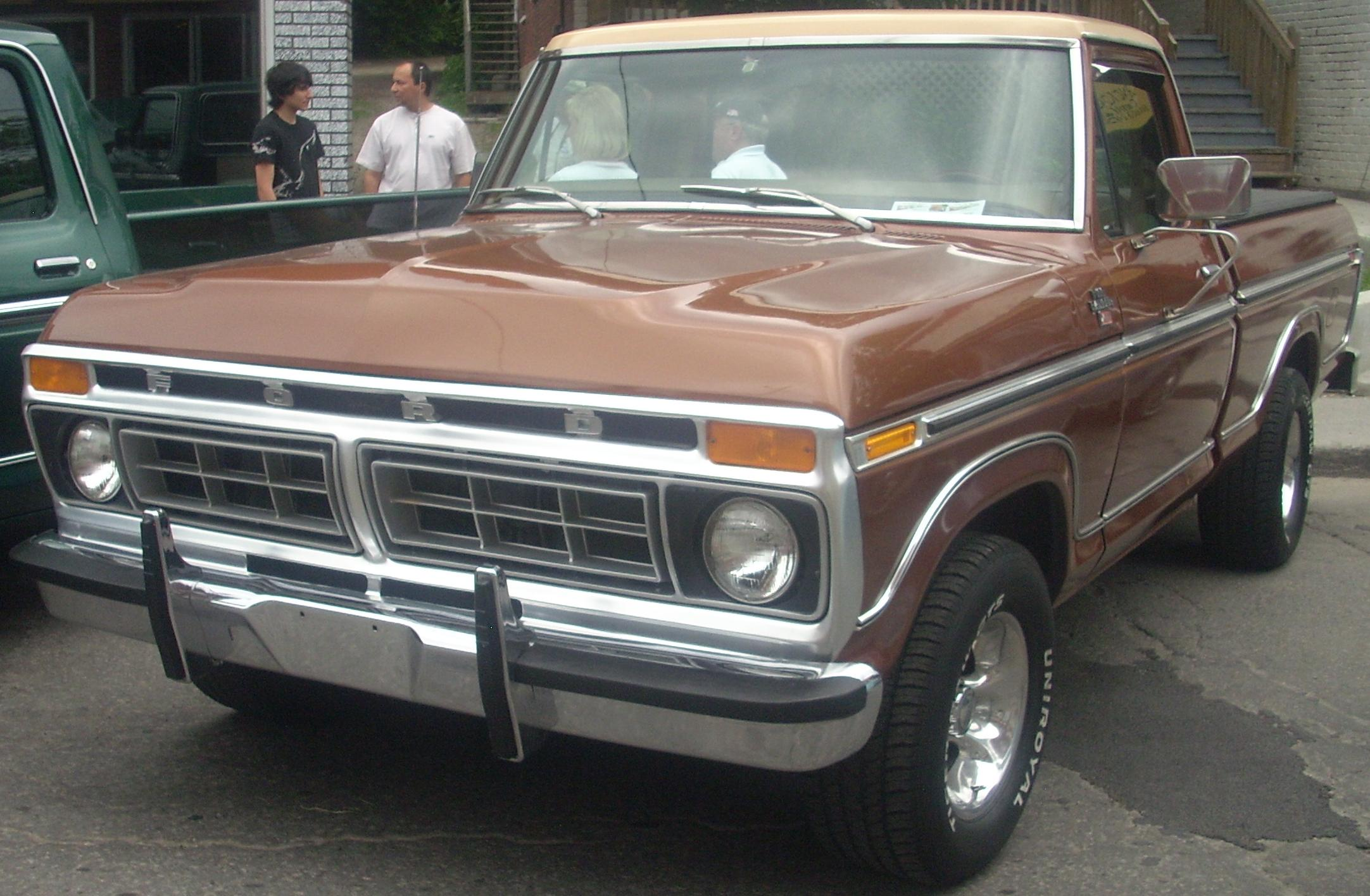
Ford F 100 modelo 1977 ranger
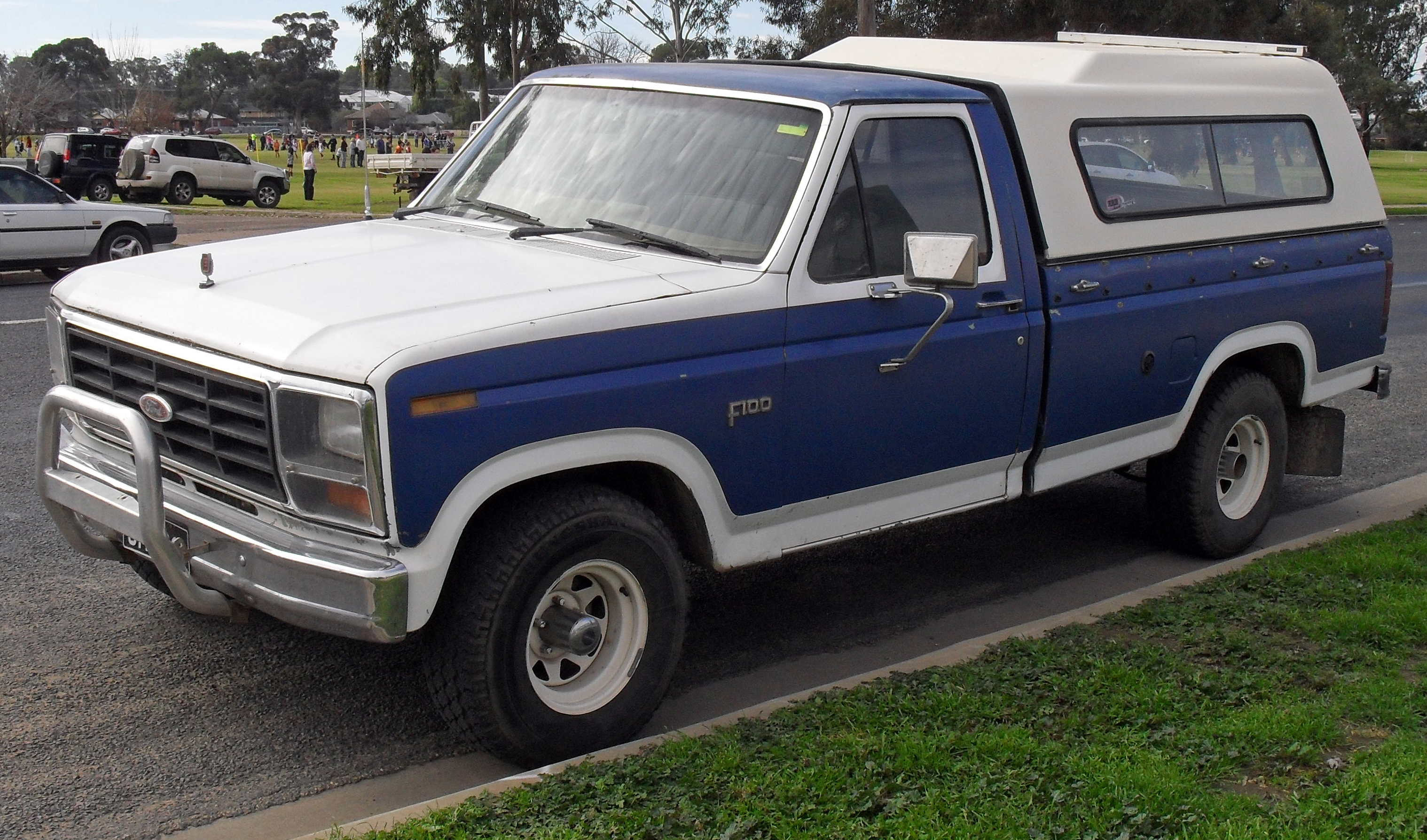
Ford F 100 modelo 1981 - 1987 custom